# Alfa Romeo 75
L'Alfa Romeo 75, denominata Alfa Romeo Milano per il mercato nordamericano, è un'automobile prodotta dalla casa automobilistica italiana Alfa Romeo dal 1985 fino al 1992 nello stabilimento di Arese.
Venne lanciata pochi mesi prima che l'Alfa Romeo fosse acquisita dal Gruppo Fiat nel 1986. Questo modello rappresenta l'ultimo prodotto sviluppato interamente dall'Alfa Romeo senza condivisione di piattaforme e motori del Gruppo Fiat. Per questo motivo, secondo alcune fonti, l'Alfa Romeo 75 viene considerata come "l'ultima vera Alfa Romeo".

## Contesto
Erede della Giulietta '77, l'Alfa 75 (sigla interna di progetto 162B - K1) venne presentata con la presenza di Craxi e Massacesi alla stampa l'11 maggio 1985 per festeggiare il 75º anniversario dell'Alfa Romeo (da cui appunto il nome) in un momento finanziariamente molto difficile per la casa automobilistica, all'epoca di proprietà dell'IRI. Con le poche risorse a disposizione non era possibile progettare un'automobile nuova; bisognava conservare non solo la meccanica (a sua volta derivata da quella dell'Alfetta del 1972), ma anche l'intera ossatura della carrozzeria della Giulietta. Con un'operazione simile a quella che, l'anno precedente, aveva portato alla luce la controversa Alfa 90, vennero ridisegnate unicamente le parti esterne dei lamierati, conservando l'intero giro porta. Nonostante quindi non proponesse nulla di sostanzialmente nuovo, pur ereditando dalla progenitrice una meccanica molto raffinata, l'Alfa 75 ottenne subito un discreto successo.
In occasione dell'uscita della vettura, l'Alfa Romeo fece realizzare un cortometraggio a scopo pubblicitario, girato a Cinecittà (parzialmente anche in città come Spoleto), chiamato Alfa 75 Superstar. Il film ha come protagonista la macchina stessa, la quale giunge negli studi per la realizzazione di uno spot, ma si perde tra vari set di film in lavorazione, tra cui 007, Dracula e Mary Poppins, interagendo con i personaggi stessi.

## Stile

### Esterni

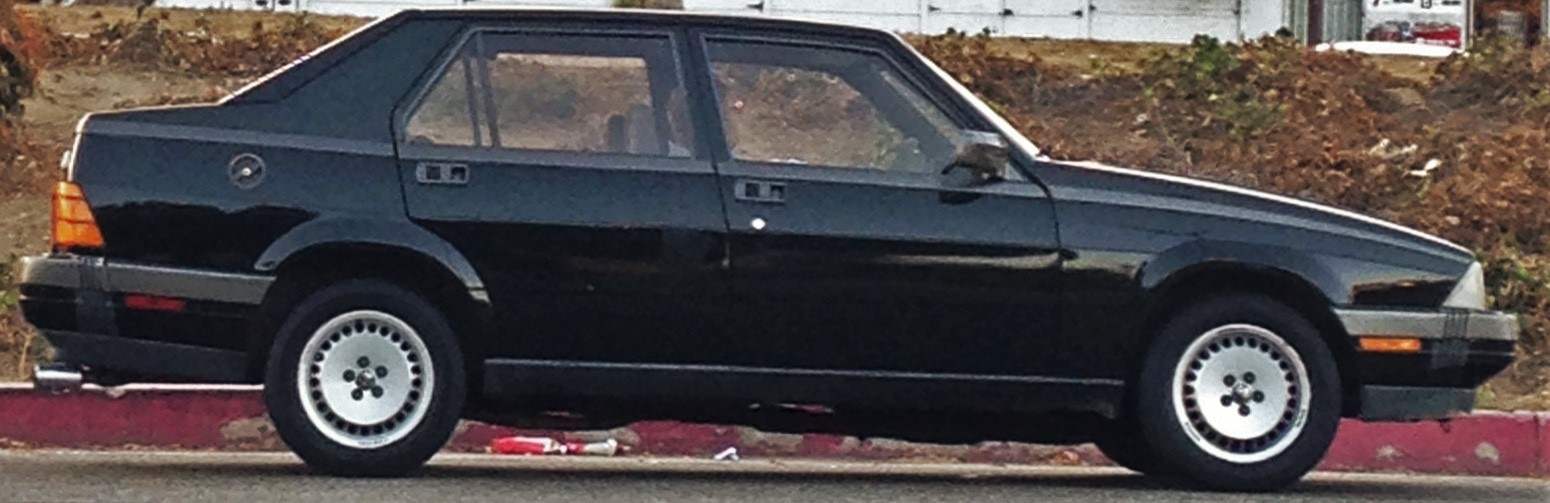
Linea laterale di un'Alfa 75

Nonostante i vincoli progettuali e stilistici molto rigidi imposti dalla dirigenza Alfa Romeo, il centro stile interno, al tempo diretto da Ermanno Cressoni, lavorando sulle parti concesse, riesce a donare alla vettura una notevole modernità rispetto al modello precedente, soprattutto lavorando sui particolari che danno alla 75 una propria personalità estetica. La vettura mantiene, per vincolo inderogabile, l'intero profilo delle porte e della cellula dell'abitacolo della Giulietta, ciò nonostante il profilo della 75, a cuneo con frontale molto basso diventa presto inconfondibile. La personalità estetica della 75 viene ulteriormente accentuata dai particolari, le linee del frontale si irrigidiscono, i gruppi ottici anteriori infatti assumono una forma trapezoidale e i tagli delle forme risultano netti e domina una geometria razionale. Al centro una mascherina molto elaborata a fitte linee orizzontali che "sostengono" uno scudetto dal profilo molto sottile e completamente "vuoto" al proprio interno; anch'esso leggermente disposto in larghezza, più del modello Giulietta, al fine di donare ulteriore dinamicità al corpo vettura. Per dissimulare il riutilizzo delle portiere della Giulietta e soprattutto per mascherare le saldature sui lamierati di parafanghi e fianchi ancora di derivazione Giulietta, è stato scelto di inserire un elemento in plastica nera lungo tutta la linea di cintura della fiancata. La coda rimanda alla sorella 33, il terzo volume è quindi leggermente allungato e la parte superiore della carrozzeria punta verso il basso, mentre la coda si alza per accentuare la sportività della forma del veicolo. La razionalità geometrica con la quale è stata pensata la parte estetica della vettura risulta estremamente evidente nei gruppi ottici posteriori; anch'essi trapezoidali, come quelli anteriori, sono adagiati in orizzontale appena sopra il paraurti e uniti da un sottile listello arancione che sovrasta le luci e va ad unire fra loro le due frecce. Dai bozzetti stilistici di Cressoni, è evidente come i prolungamenti delle diagonali dei trapezi che formano i fanali posteriori creino un triangolo isoscele ad angolo piuttosto acuto dal quale se si scende perpendicolarmente si trova proprio il logo della casa automobilistica, in centro al cofano del baule. Questa ricerca fa intuire come il disegno della vettura sia solo una parte di uno schema più ampio ricavato con una costruzione geometrica semplice, pulita e armoniosa; prettamente moderna. Non classica è anche la scelta della completa assenza di elementi cromati.

### Interni

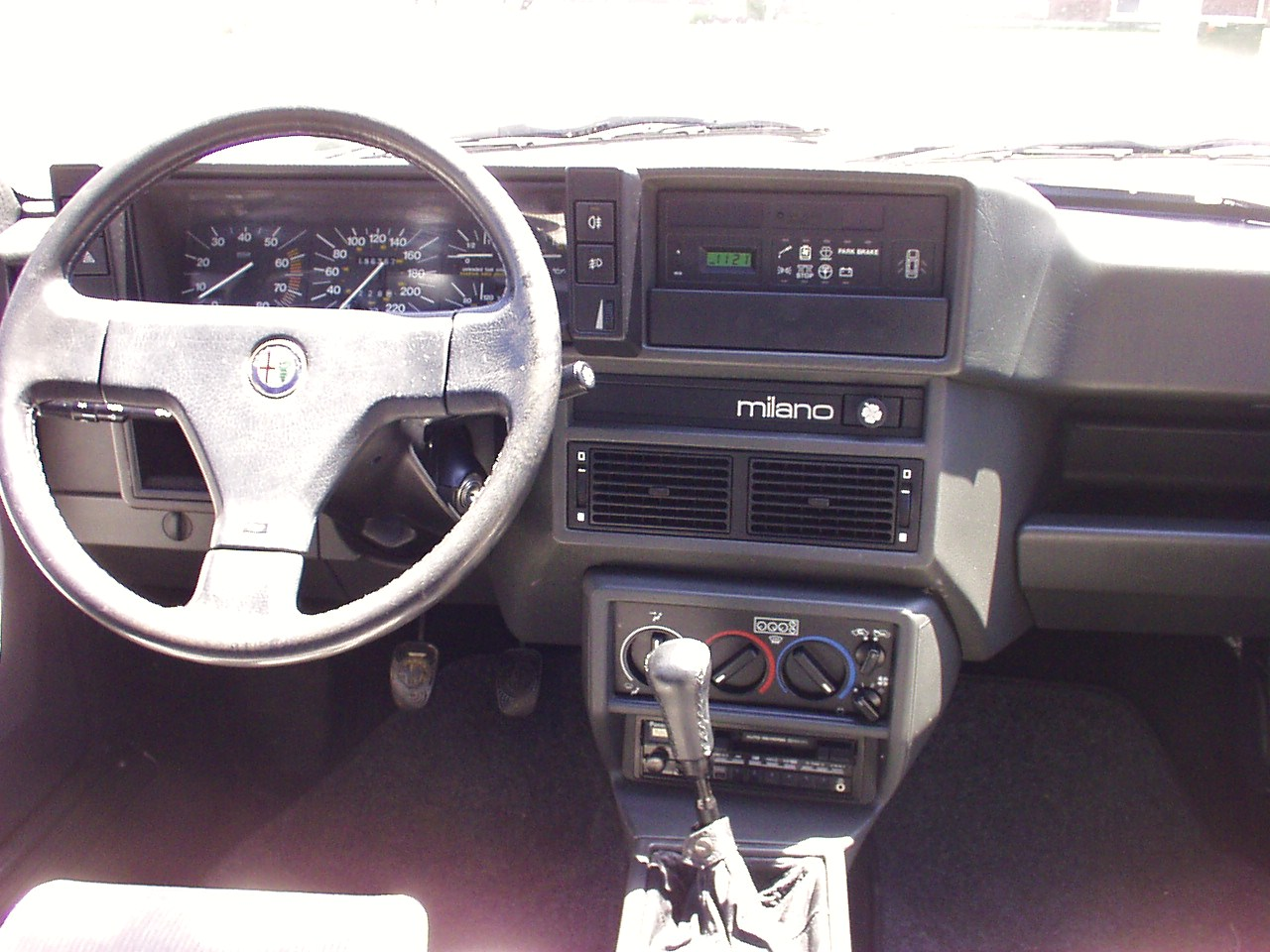
Interni di una Alfa Romeo 75

All'interno della vettura vige una forte ricerca ergonomica la quale porta anche a qualche originalità: la scelta di spostare alcuni strumenti in alto sopra lo specchietto retrovisore interno (soluzione adottata anche da alcune auto moderne), o la leva del freno a mano, sostituita da un maniglione molto grande per ridurre lo sforzo di azionamento. La plancia della vettura è semi avvolgente al fine di accogliere maggiormente il guidatore. A destra del volante un satellite informativo molto ampio che raccoglie spie e informazioni che prima erano generalmente incluse nel quadro strumenti.

## Prima serie (1985-1988)

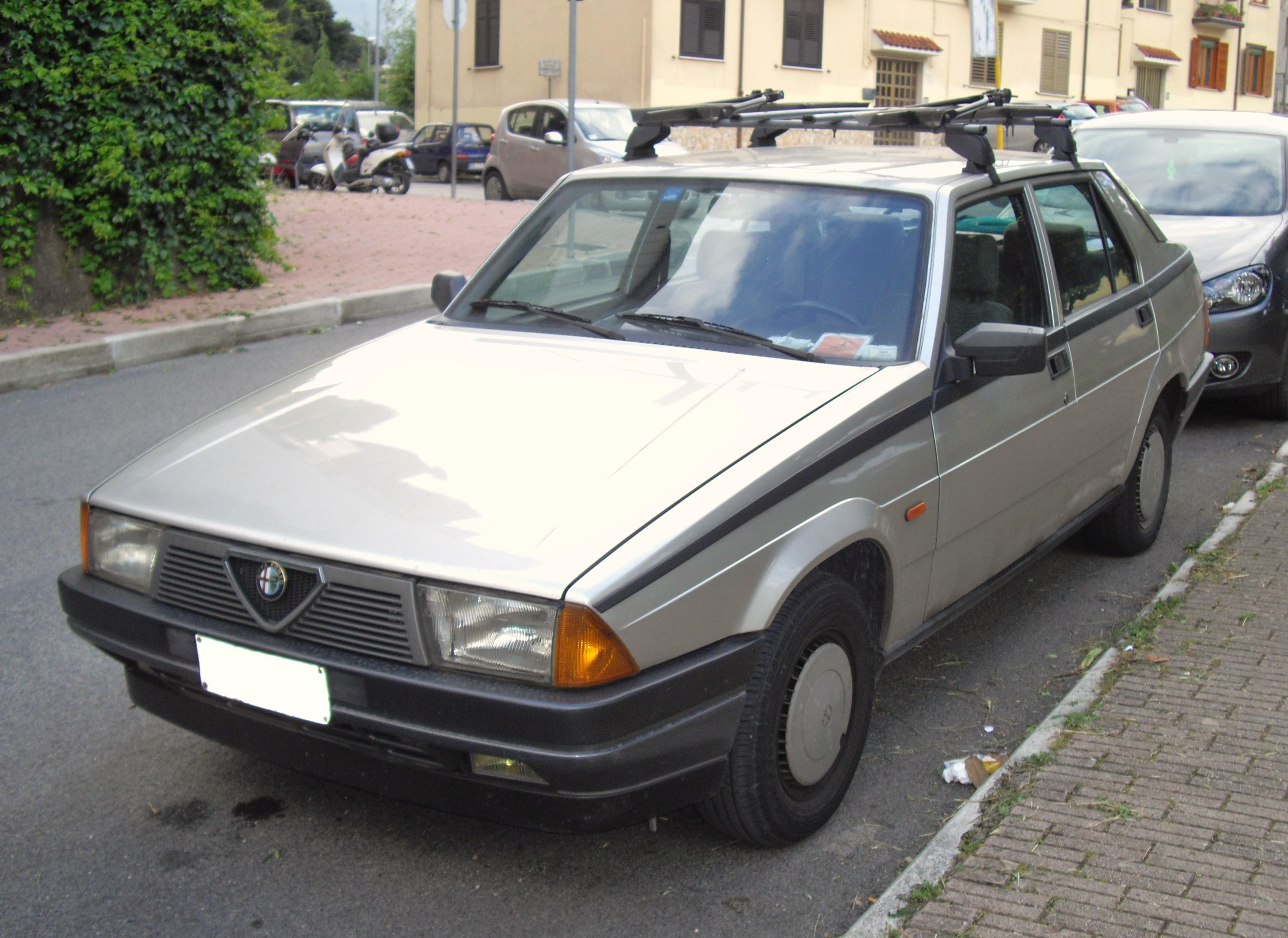
L'Alfa Romeo 75 prima serie

La commercializzazione della prima serie (denominata Alfa 75 e non semplicemente 75) fu immediatamente successiva alla presentazione, ma, nonostante la strategia volta al contenimento dei costi, i collaudi furono lunghi e molto scrupolosi. I primi prototipi però iniziarono i test quasi del tutto inosservati, "camuffati" utilizzando le scocche dei modelli Giulietta ed Alfetta; nella metà del 1984 iniziano però ad effettuare i test dei prototipi con la nuova scocca e nei primi mesi del 1985 vengono prodotti circa 200 modelli preserie per essere collaudati in diverse tipologie di percorso al fine di ridurre al minimo difetti di gioventù. Tuttavia, la vettura era già di per sé più che collaudata, anche nei motori: i 4 cilindri bialbero con alimentazione a 2 carburatori erano i medesimi della Giulietta, come pure il turbodiesel 2 litri della VM Motori. A questa gamma si aggiungeva il V6 Busso di 2492 cm³ a iniezione da 158 CV (lo stesso di Alfa 90 e Alfetta GTV 6). Grazie all'adozione dell'intercooler e all'aumento della pressione di sovralimentazione, la versione "2.0 Turbodiesel" aveva 95 CV (anziché 82).
La gamma d'esordio era così articolata:
- Alfa 75 1.6 (1570 cm³, 109 CV)
- Alfa 75 1.8 (1779 cm³, 120 CV)
- Alfa 75 2.0 (1962 cm³, 128 CV)
- Alfa 75 2.5i V6 Quadrifoglio Verde (2492 cm³, 158 CV)
- Alfa 75 2.0 TD (1995 cm³, 95 CV)

Le versioni "1.6", "1.8" e "2.0 TD" costituivano la base della gamma (paraurti monocolore grigio, indicatori di direzione anteriori arancio, dotazione di accessori ridotta, cerchi da 13" e, solo per la 2.0 TD, tessuto dei sedili in comune con la 2.0 carburatori), mentre le "2.0" e "2.5i V6 Quadrifoglio Verde" avevano un allestimento più curato (paraurti con fascia centrale in tinta, cerchi da 14" e dotazione più completa). Quest'ultima aveva anche un interno dedicato con tessuti e profilatura dei sedili anteriori specifica.

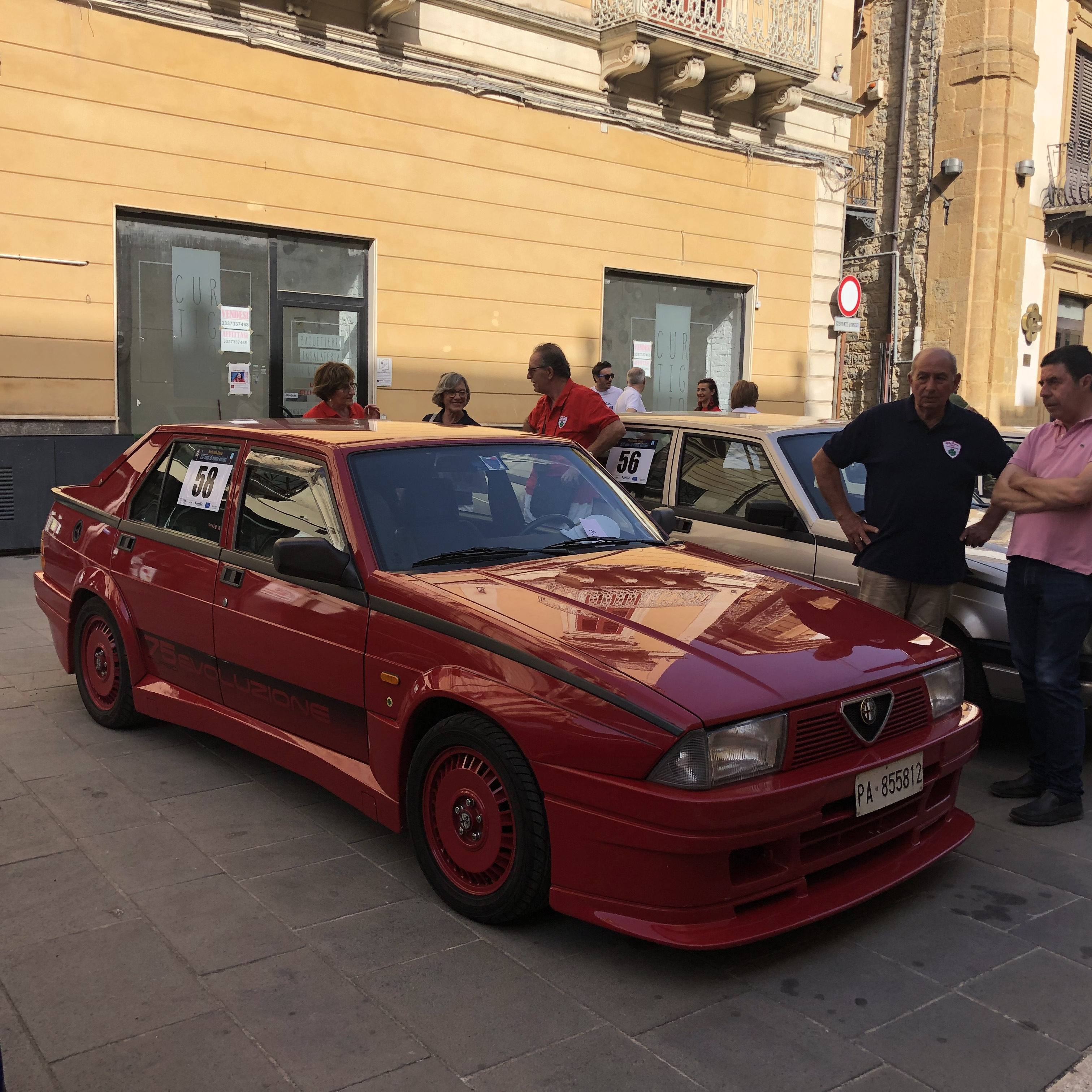
L'Alfa Romeo 75 Turbo Evoluzione

Nel 1986 venne presentata la "1.8 Turbo", spinta da una versione turbocompressa da 155 CV del classico bialbero di 1779 cm³. Nella prima versione aveva l'interno simile alla 2.5 Q.V., come anche l'esterno, se non per i codolini allargati ai parafanghi e alcuni altri dettagli. In seguito nelle versioni successive "America e Quadrifoglio", assunse l'aspetto esteriore e gli interni della sorella 3.0V6.; la 1.8i turbo è la prima Alfa Romeo sovralimentata prodotta dalla casa milanese in grande serie. La versione da corsa della "Turbo" partecipò al Campionato Italiano Superturismo. Tuttavia per ottenere l'omologazione internazionale in Gruppo A era necessario produrre una serie di almeno 500 esemplari e questo diede vita alla versione Alfa 75 "Turbo Evoluzione", col motore della "Turbo" normale modificato a 1762 cm³. La diminuzione di cilindrata derivava dai vincoli del regolamento poiché la 75 "Gruppo A" doveva competere in classe 3000 cm³ aspirato o con un coefficiente 1,7 se sovralimentato e con la cilindrata originaria di 1779 cm³ si otteneva: 1779 x 1,7 = 3024 cm³, donde la necessità di ridurre leggermente l'alesaggio per rimanere sotto il limite imposto (1762 x 1,7 = 2995). La carrozzeria della Turbo Evoluzione era molto vistosa (spoiler anteriore, minigonne, cerchi in tinta e strip adesive). La squadra corse ufficiale dell'Alfa Romeo iscrisse alcune 75 Turbo Evoluzione alla prima stagione del WTCC nel 1987, facendo gareggiare nomi importanti dell'automobilismo sportivo come Alessandro Nannini, Nicola Larini e Giorgio Francia mentre nel DTM dello stesso anno una 75 venne affidata a Kurt Thiim. Molte Alfa 75 parteciparono, sia in veste ufficiale che privata, al Campionato Italiano Superturismo tra il 1988 ed il 1992. 

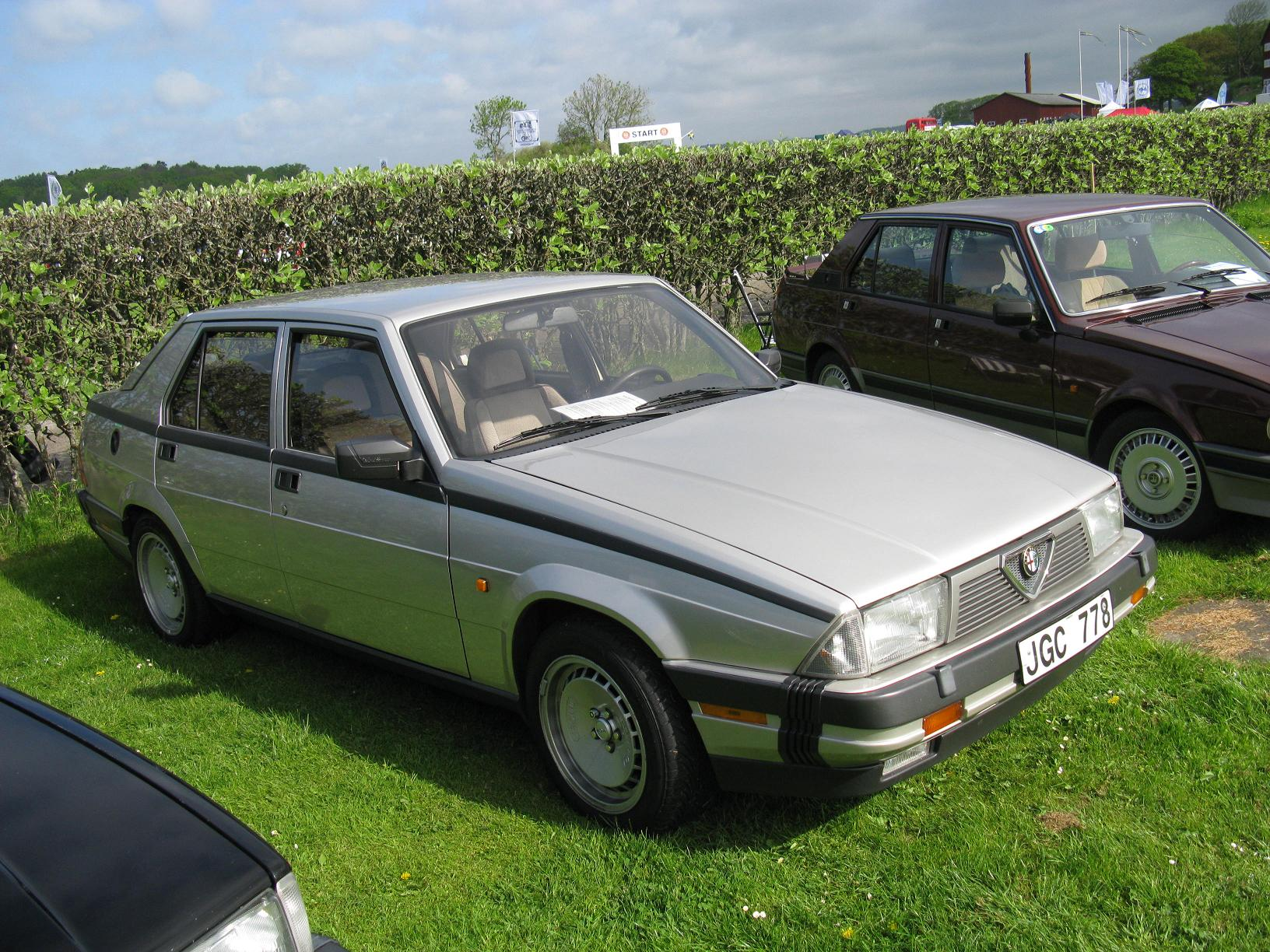
Alfa Romeo 75 Milano; notare i paraurti con protezioni ad assorbimento mutuati dalla versione per il mercato americano

Nel 1987, per celebrare lo sbarco avvenuto un anno prima con il nome Milano dell'Alfa 75 sul mercato USA, vennero lanciate le Alfa 75 "America", disponibili in due motorizzazioni: "1.8 Turbo" (1779 cm³, 155 CV) e "3.0 V6" (2959 cm³, 185 - 188 CV). Le due versioni prendono la denominazione "America" grazie all'adozione della scocca realizzata per la Milano, caratterizzata dagli scudi paraurti ad assorbimento di energia e dal serbatoio carburante in posizione protetta dietro lo schienale del divano posteriore, oltre che di maggiore capacità (70 litri contro 49). Le versioni preserie della "3.0 V6" presentavano i classici profili grigi della carrozzeria in tinta vettura e il terminale di scarico centrale. Successivamente, con l'entrata in produzione, la "3.0" riceve i normali profili grigi e lo scarico a destra del paraurti come la versione turbo. La particolare disposizione del terminale di scarico è dovuta al maggior spazio a disposizione sotto il bagagliaio, data l'assenza del serbatoio, e permette un silenziatore più grosso in luogo di quello doppio per le versioni con silenziatore al centro del paraurti. La caratterizzazione sportiva è completata da nuovi codolini passaruota, nuove minigonne sottoporta, piccolo alettone sul baule e deflettori aerodinamici sui finestrini anteriori. All'interno una nuova selleria in velluto con inserti in pelle e cuciture rosse, oltre alla nuova strumentazione introdotta con la "Evoluzione". La prima versione rimpiazzava le "Turbo" con carrozzeria normale, mentre la seconda prendeva il posto della "Quadrifoglio Verde".
Sempre nel 1987 venne lanciata la "2.0i Twin Spark". Questa divenne in breve la versione più equilibrata e apprezzata. Il classico 4 cilindri bialbero 2 litri beneficiò di alimentazione a iniezione Bosch Motronic 4.1 con accensione integrata, e di nuova testata "stretta" derivata dalla Giulia GTAm, con angolo tra le valvole sceso da 80° a 46°, doppia accensione e variatore di fase già sperimentato in serie sulle ultime versioni del "due litri" destinate al mercato USA (conosciuta come VCT). La potenza saliva decisamente da 128 a 148 CV, con un'erogazione migliore ad ogni regime e consumi più contenuti rispetto alla versione a carburatori. La Twin Spark vantava prestazioni sopra tutti i concorrenti tra i "duemila" aspirati da famiglia: oltre 200 km/h e 0-100 in circa 8 secondi. Gli elementi che caratterizzano l'estetica, sono i medesimi delle versioni "America", fatta eccezione per gli scudi paraurti normali. Le motorizzazioni 1,8 Turbo, 2,0 Twin Spark e 3,0 erano dotate di cambio con quinta di potenza e differenziale autobloccante al 25% ZF.

### Versione 1987
Nella metà del 1987, per pochi mesi, alcune modifiche estetiche vengono apportate alle versioni 1.6. e 1.8, portando ad una prima scrematura degli elementi stilistici che la 75 ancora condivideva con le proprie progenitrici di inizio decennio: pur mantenendo la strumentazione con lo stile della prima serie (seppur senza trip computer né modulo di efficienza), il volante viene sostituito con uno a tre razze derivato da quello dell'Alfa 33, i comandi della ventilazione abbandonano il controllo termostatico e acquisiscono un commutatore indipendente per il ventilatore (prima integrato nelle regolazioni di temperatura e portata d'aria). Esternamente la serie ''ibrida'' si riconosce per gli specchietti retrovisori simili a quelli della ''Twin Spark'' (che equipaggeranno tutte le 75 seconda serie), per la calandra della prima serie, per il gruppo ottico (fari e catarinfrangente) posteriore di colore arancio (come sulla prima serie) ed infine per le nuove targhette di identificazione che riportano la dicitura ''75'' e non più ''Alfa 75''.

### Dati tecnici
| Configurazione | Configurazione | Configurazione | Configurazione | Configurazione | Configurazione |
| --- | --- | --- | --- | --- | --- |
| Carrozzeria: Berlina | Carrozzeria: Berlina | Posizione motore: anteriore | Posizione motore: anteriore | Trazione: posteriore | Trazione: posteriore |
| Dimensioni e pesi | | | | | |
| Ingombri (lungh.×largh.×alt. in mm): 4330 × 1630 × 1400 | Ingombri (lungh.×largh.×alt. in mm): 4330 × 1630 × 1400 | Ingombri (lungh.×largh.×alt. in mm): 4330 × 1630 × 1400 | Ingombri (lungh.×largh.×alt. in mm): 4330 × 1630 × 1400 | Diametro minimo sterzata: | Diametro minimo sterzata: |
| Interasse: 2510 mm | Interasse: 2510 mm | Carreggiate: anteriore 1368 - posteriore 1358 mm | Carreggiate: anteriore 1368 - posteriore 1358 mm | Altezza minima da terra: | Altezza minima da terra: |
| Posti totali: 5 | Posti totali: 5 | Bagagliaio: | Bagagliaio: | Serbatoio: 49 litri (riserva 8 litri) | Serbatoio: 49 litri (riserva 8 litri) |
| Masse | / in ordine di marcia: 1.060 kg / rimorchiabile: 1.100 kg | / in ordine di marcia: 1.060 kg / rimorchiabile: 1.100 kg | / in ordine di marcia: 1.060 kg / rimorchiabile: 1.100 kg | / in ordine di marcia: 1.060 kg / rimorchiabile: 1.100 kg | / in ordine di marcia: 1.060 kg / rimorchiabile: 1.100 kg |
| Meccanica | | | | | |
| Tipo motore: 4 cilindri in linea, basamento e testata in lega leggera. Raffreddamento: ad acqua, a circolazione forzata, con ventola elettrica a innesto termostatico | Tipo motore: 4 cilindri in linea, basamento e testata in lega leggera. Raffreddamento: ad acqua, a circolazione forzata, con ventola elettrica a innesto termostatico                                                                                            | Tipo motore: 4 cilindri in linea, basamento e testata in lega leggera. Raffreddamento: ad acqua, a circolazione forzata, con ventola elettrica a innesto termostatico                                                                                            | Cilindrata: totale 1.779 cm³ cm³ | Cilindrata: totale 1.779 cm³ cm³ | Cilindrata: totale 1.779 cm³ cm³ |
| Distribuzione: 2 alberi a camme in testa comandati da catena | Distribuzione: 2 alberi a camme in testa comandati da catena | Distribuzione: 2 alberi a camme in testa comandati da catena | Alimentazione: 2 carburatori orizzontali invertiti doppio corpo dell'Orto DHLA 40H o Weber 40 DCOE/32 | Alimentazione: 2 carburatori orizzontali invertiti doppio corpo dell'Orto DHLA 40H o Weber 40 DCOE/32 | Alimentazione: 2 carburatori orizzontali invertiti doppio corpo dell'Orto DHLA 40H o Weber 40 DCOE/32 |
| Prestazioni motore | Potenza: 120 CV a 5300 giri/min / Coppia: 17 kgm a 4000 giri/min | Potenza: 120 CV a 5300 giri/min / Coppia: 17 kgm a 4000 giri/min | Potenza: 120 CV a 5300 giri/min / Coppia: 17 kgm a 4000 giri/min | Potenza: 120 CV a 5300 giri/min / Coppia: 17 kgm a 4000 giri/min | Potenza: 120 CV a 5300 giri/min / Coppia: 17 kgm a 4000 giri/min |
| Accensione: elettronica breakerless, con anticipo centrifugo e a depressione                                                                                          | Accensione: elettronica breakerless, con anticipo centrifugo e a depressione | Accensione: elettronica breakerless, con anticipo centrifugo e a depressione | Impianto elettrico: Batteria: 12 V - 50 Ah. Candele: Champion N7YC | Impianto elettrico: Batteria: 12 V - 50 Ah. Candele: Champion N7YC | Impianto elettrico: Batteria: 12 V - 50 Ah. Candele: Champion N7YC |
| Frizione: monodisco a secco, con comando idraulico | Frizione: monodisco a secco, con comando idraulico | Frizione: monodisco a secco, con comando idraulico | Cambio: meccanico a 5 marce + RM | Cambio: meccanico a 5 marce + RM | Cambio: meccanico a 5 marce + RM |
| Telaio | | | | | |
| Corpo vettura | Scocca metallica autoportante | Scocca metallica autoportante | Scocca metallica autoportante | Scocca metallica autoportante | Scocca metallica autoportante |
| Sterzo | a cremagliera | a cremagliera | a cremagliera | a cremagliera | a cremagliera |
| Sospensioni | anteriori: a ruote indipendenti, quadrilateri trasversali, barre di torsione, ammortizzatori idraulici, barra stabilizzatrice / posteriori: a ponte rigido De Dion, 2 parallelogrammi di Watt, molle elicoidali, ammortizzatori idraulici, barra stabilizzatrice | anteriori: a ruote indipendenti, quadrilateri trasversali, barre di torsione, ammortizzatori idraulici, barra stabilizzatrice / posteriori: a ponte rigido De Dion, 2 parallelogrammi di Watt, molle elicoidali, ammortizzatori idraulici, barra stabilizzatrice | anteriori: a ruote indipendenti, quadrilateri trasversali, barre di torsione, ammortizzatori idraulici, barra stabilizzatrice / posteriori: a ponte rigido De Dion, 2 parallelogrammi di Watt, molle elicoidali, ammortizzatori idraulici, barra stabilizzatrice | anteriori: a ruote indipendenti, quadrilateri trasversali, barre di torsione, ammortizzatori idraulici, barra stabilizzatrice / posteriori: a ponte rigido De Dion, 2 parallelogrammi di Watt, molle elicoidali, ammortizzatori idraulici, barra stabilizzatrice | anteriori: a ruote indipendenti, quadrilateri trasversali, barre di torsione, ammortizzatori idraulici, barra stabilizzatrice / posteriori: a ponte rigido De Dion, 2 parallelogrammi di Watt, molle elicoidali, ammortizzatori idraulici, barra stabilizzatrice |
| Freni | anteriori: a disco / posteriori: a disco | anteriori: a disco / posteriori: a disco | anteriori: a disco / posteriori: a disco | anteriori: a disco / posteriori: a disco | anteriori: a disco / posteriori: a disco |
| Pneumatici | 185/70 HR-13 / Cerchi: 13" | 185/70 HR-13 / Cerchi: 13" | 185/70 HR-13 / Cerchi: 13" | 185/70 HR-13 / Cerchi: 13" | 185/70 HR-13 / Cerchi: 13" |
| Prestazioni dichiarate | | | | | |
| Velocità: 190 km/h | Velocità: 190 km/h | Velocità: 190 km/h | Accelerazione: 0-100 km/h: 9,5 | Accelerazione: 0-100 km/h: 9,5 | Accelerazione: 0-100 km/h: 9,5 |
| Consumi | a 90 km/h, 7 litri/100 km; a 120 km/h, 9,2 litri/100 km; ciclo urbano (simulato) 12,2 litri/100 km; media ECE 9,4 litri/100 km | a 90 km/h, 7 litri/100 km; a 120 km/h, 9,2 litri/100 km; ciclo urbano (simulato) 12,2 litri/100 km; media ECE 9,4 litri/100 km | a 90 km/h, 7 litri/100 km; a 120 km/h, 9,2 litri/100 km; ciclo urbano (simulato) 12,2 litri/100 km; media ECE 9,4 litri/100 km | a 90 km/h, 7 litri/100 km; a 120 km/h, 9,2 litri/100 km; ciclo urbano (simulato) 12,2 litri/100 km; media ECE 9,4 litri/100 km | a 90 km/h, 7 litri/100 km; a 120 km/h, 9,2 litri/100 km; ciclo urbano (simulato) 12,2 litri/100 km; media ECE 9,4 litri/100 km |

| | | | | | |
| Configurazione | | | | | |
| Carrozzeria: Berlina | Carrozzeria: Berlina | Posizione motore: anteriore | Posizione motore: anteriore | Trazione: posteriore | Trazione: posteriore |
| Dimensioni e pesi | | | | | |
| Ingombri (lungh.×largh.×alt. in mm): 4330 × 1630 × 1400                                                                              | Ingombri (lungh.×largh.×alt. in mm): 4330 × 1630 × 1400 | Ingombri (lungh.×largh.×alt. in mm): 4330 × 1630 × 1400 | Ingombri (lungh.×largh.×alt. in mm): 4330 × 1630 × 1400 | Diametro minimo sterzata: | Diametro minimo sterzata: |
| Interasse: 2510 mm | Interasse: 2510 mm | Carreggiate: anteriore 1368 - posteriore 1358 mm | Carreggiate: anteriore 1368 - posteriore 1358 mm | Altezza minima da terra: | Altezza minima da terra: |
| Posti totali: 5 | Posti totali: 5 | Bagagliaio: | Bagagliaio: | Serbatoio: 49 litri (riserva 8 litri) | Serbatoio: 49 litri (riserva 8 litri) |
| Masse | / in ordine di marcia: 1.060 kg / rimorchiabile: 1.100 kg | / in ordine di marcia: 1.060 kg / rimorchiabile: 1.100 kg | / in ordine di marcia: 1.060 kg / rimorchiabile: 1.100 kg | / in ordine di marcia: 1.060 kg / rimorchiabile: 1.100 kg | / in ordine di marcia: 1.060 kg / rimorchiabile: 1.100 kg |
| Meccanica | | | | | |
| Tipo motore: 4 cilindri in linea, basamento e testata in lega leggera. Raffreddamento: ad acqua, a circolazione forzata; termostato. | Tipo motore: 4 cilindri in linea, basamento e testata in lega leggera. Raffreddamento: ad acqua, a circolazione forzata; termostato. | Tipo motore: 4 cilindri in linea, basamento e testata in lega leggera. Raffreddamento: ad acqua, a circolazione forzata; termostato. | Cilindrata: totale 1.570 cm³ cm³ | Cilindrata: totale 1.570 cm³ cm³ | Cilindrata: totale 1.570 cm³ cm³ |
| Distribuzione: 2 alberi a camme in testa comandati da catena                                                                         | Distribuzione: 2 alberi a camme in testa comandati da catena | Distribuzione: 2 alberi a camme in testa comandati da catena | Alimentazione: 2 carburatori orizzontali doppio corpo invertiti Dell'Orto DHLA 40H | Alimentazione: 2 carburatori orizzontali doppio corpo invertiti Dell'Orto DHLA 40H | Alimentazione: 2 carburatori orizzontali doppio corpo invertiti Dell'Orto DHLA 40H |
| Prestazioni motore | Potenza: 110 CV a 5800 giri/min / Coppia: 14,5 kgm a 4000 giri/min | Potenza: 110 CV a 5800 giri/min / Coppia: 14,5 kgm a 4000 giri/min | Potenza: 110 CV a 5800 giri/min / Coppia: 14,5 kgm a 4000 giri/min | Potenza: 110 CV a 5800 giri/min / Coppia: 14,5 kgm a 4000 giri/min | Potenza: 110 CV a 5800 giri/min / Coppia: 14,5 kgm a 4000 giri/min |
| Accensione: elettronica breakerless, con anticipo centrifugo e a depressione                                                         | Accensione: elettronica breakerless, con anticipo centrifugo e a depressione | Accensione: elettronica breakerless, con anticipo centrifugo e a depressione | Impianto elettrico: Batteria: 12 V - 50 Ah. Candele: Champion N7YC | Impianto elettrico: Batteria: 12 V - 50 Ah. Candele: Champion N7YC | Impianto elettrico: Batteria: 12 V - 50 Ah. Candele: Champion N7YC |
| Frizione: monodisco a secco, con comando idraulico                                                                                   | Frizione: monodisco a secco, con comando idraulico | Frizione: monodisco a secco, con comando idraulico | Cambio: meccanico a 5 marce + RM | Cambio: meccanico a 5 marce + RM | Cambio: meccanico a 5 marce + RM |
| Telaio | | | | | |
| Corpo vettura | Scocca metallica autoportante | Scocca metallica autoportante | Scocca metallica autoportante | Scocca metallica autoportante | Scocca metallica autoportante |
| Sterzo | a cremagliera | a cremagliera | a cremagliera | a cremagliera | a cremagliera |
| Sospensioni | anteriori: a ruote indipendenti, quadrilateri trasversali, barre di torsione, ammortizzatori idraulici, barra stabilizzatrice / posteriori: a ponte rigido De Dion, 2 parallelogrammi di Watt, molle elicoidali, ammortizzatori idraulici, barra stabilizzatrice | anteriori: a ruote indipendenti, quadrilateri trasversali, barre di torsione, ammortizzatori idraulici, barra stabilizzatrice / posteriori: a ponte rigido De Dion, 2 parallelogrammi di Watt, molle elicoidali, ammortizzatori idraulici, barra stabilizzatrice | anteriori: a ruote indipendenti, quadrilateri trasversali, barre di torsione, ammortizzatori idraulici, barra stabilizzatrice / posteriori: a ponte rigido De Dion, 2 parallelogrammi di Watt, molle elicoidali, ammortizzatori idraulici, barra stabilizzatrice | anteriori: a ruote indipendenti, quadrilateri trasversali, barre di torsione, ammortizzatori idraulici, barra stabilizzatrice / posteriori: a ponte rigido De Dion, 2 parallelogrammi di Watt, molle elicoidali, ammortizzatori idraulici, barra stabilizzatrice | anteriori: a ruote indipendenti, quadrilateri trasversali, barre di torsione, ammortizzatori idraulici, barra stabilizzatrice / posteriori: a ponte rigido De Dion, 2 parallelogrammi di Watt, molle elicoidali, ammortizzatori idraulici, barra stabilizzatrice |
| Freni | anteriori: a disco / posteriori: a disco | anteriori: a disco / posteriori: a disco | anteriori: a disco / posteriori: a disco | anteriori: a disco / posteriori: a disco | anteriori: a disco / posteriori: a disco |
| Pneumatici | 185/70 TR-13 / Cerchi: 13" | 185/70 TR-13 / Cerchi: 13" | 185/70 TR-13 / Cerchi: 13" | 185/70 TR-13 / Cerchi: 13" | 185/70 TR-13 / Cerchi: 13" |
| Prestazioni dichiarate | | | | | |
| Velocità: 180 km/h | Velocità: 180 km/h | Velocità: 180 km/h | Accelerazione: 0-100 km/h: 10,7 | Accelerazione: 0-100 km/h: 10,7 | Accelerazione: 0-100 km/h: 10,7 |
| Consumi | a 90 km/h, 6,9 litri/100 km; a 120 km/h, 9,4 litri/100 km; ciclo urbano (simulato) 11,8 litri/100 km; media ECE 9,3 litri/100 km | a 90 km/h, 6,9 litri/100 km; a 120 km/h, 9,4 litri/100 km; ciclo urbano (simulato) 11,8 litri/100 km; media ECE 9,3 litri/100 km | a 90 km/h, 6,9 litri/100 km; a 120 km/h, 9,4 litri/100 km; ciclo urbano (simulato) 11,8 litri/100 km; media ECE 9,3 litri/100 km | a 90 km/h, 6,9 litri/100 km; a 120 km/h, 9,4 litri/100 km; ciclo urbano (simulato) 11,8 litri/100 km; media ECE 9,3 litri/100 km | a 90 km/h, 6,9 litri/100 km; a 120 km/h, 9,4 litri/100 km; ciclo urbano (simulato) 11,8 litri/100 km; media ECE 9,3 litri/100 km |

| Configurazione | Configurazione | Configurazione | Configurazione | Configurazione | Configurazione |
| --- | --- | --- | --- | --- | --- |
| Carrozzeria: Berlina | Carrozzeria: Berlina | Posizione motore: anteriore | Posizione motore: anteriore | Trazione: posteriore | Trazione: posteriore |
| Dimensioni e pesi | | | | | |
| Ingombri (lungh.×largh.×alt. in mm): 4330 × 1630 × 1400 | Ingombri (lungh.×largh.×alt. in mm): 4330 × 1630 × 1400 | Ingombri (lungh.×largh.×alt. in mm): 4330 × 1630 × 1400 | Ingombri (lungh.×largh.×alt. in mm): 4330 × 1630 × 1400 | Diametro minimo sterzata: | Diametro minimo sterzata: |
| Interasse: 2510 mm | Interasse: 2510 mm | Carreggiate: anteriore 1368 - posteriore 1358 mm | Carreggiate: anteriore 1368 - posteriore 1358 mm | Altezza minima da terra: | Altezza minima da terra: |
| Posti totali: 5 | Posti totali: 5 | Bagagliaio: | Bagagliaio: | Serbatoio: 49 litri (riserva 8 litri) | Serbatoio: 49 litri (riserva 8 litri) |
| Masse | / in ordine di marcia: 1.070 kg / rimorchiabile: 1.100 kg | / in ordine di marcia: 1.070 kg / rimorchiabile: 1.100 kg | / in ordine di marcia: 1.070 kg / rimorchiabile: 1.100 kg | / in ordine di marcia: 1.070 kg / rimorchiabile: 1.100 kg | / in ordine di marcia: 1.070 kg / rimorchiabile: 1.100 kg |
| Meccanica | | | | | |
| Tipo motore: 4 cilindri in linea, basamento e testata in lega leggera. Raffreddamento: ad acqua, a circolazione forzata, con ventola elettrica a innesto termostatico | Tipo motore: 4 cilindri in linea, basamento e testata in lega leggera. Raffreddamento: ad acqua, a circolazione forzata, con ventola elettrica a innesto termostatico                                                                                            | Tipo motore: 4 cilindri in linea, basamento e testata in lega leggera. Raffreddamento: ad acqua, a circolazione forzata, con ventola elettrica a innesto termostatico                                                                                            | Cilindrata: totale 1.962 cm³ cm³ | Cilindrata: totale 1.962 cm³ cm³ | Cilindrata: totale 1.962 cm³ cm³ |
| Distribuzione: 2 alberi a camme in testa comandati da catena | Distribuzione: 2 alberi a camme in testa comandati da catena | Distribuzione: 2 alberi a camme in testa comandati da catena | Alimentazione: 2 carburatori orizzontali doppio corpo Dell'Orto DHLA 40G o Solex C 40 ADDHE/16 | Alimentazione: 2 carburatori orizzontali doppio corpo Dell'Orto DHLA 40G o Solex C 40 ADDHE/16 | Alimentazione: 2 carburatori orizzontali doppio corpo Dell'Orto DHLA 40G o Solex C 40 ADDHE/16 |
| Prestazioni motore | Potenza: 128 CV a 5400 giri/min / Coppia: 18,3 kgm a 4000 giri/min | Potenza: 128 CV a 5400 giri/min / Coppia: 18,3 kgm a 4000 giri/min | Potenza: 128 CV a 5400 giri/min / Coppia: 18,3 kgm a 4000 giri/min | Potenza: 128 CV a 5400 giri/min / Coppia: 18,3 kgm a 4000 giri/min | Potenza: 128 CV a 5400 giri/min / Coppia: 18,3 kgm a 4000 giri/min |
| Accensione: elettronica breakerless, con anticipo centrifugo e a depressione                                                                                          | Accensione: elettronica breakerless, con anticipo centrifugo e a depressione | Accensione: elettronica breakerless, con anticipo centrifugo e a depressione | Impianto elettrico: Batteria: 12 V - 60 Ah. Candele: Champion N4C | Impianto elettrico: Batteria: 12 V - 60 Ah. Candele: Champion N4C | Impianto elettrico: Batteria: 12 V - 60 Ah. Candele: Champion N4C |
| Frizione: monodisco a secco, con comando idraulico | Frizione: monodisco a secco, con comando idraulico | Frizione: monodisco a secco, con comando idraulico | Cambio: meccanico a 5 marce + RM | Cambio: meccanico a 5 marce + RM | Cambio: meccanico a 5 marce + RM |
| Telaio | | | | | |
| Corpo vettura | Scocca metallica autoportante | Scocca metallica autoportante | Scocca metallica autoportante | Scocca metallica autoportante | Scocca metallica autoportante |
| Sterzo | a cremagliera | a cremagliera | a cremagliera | a cremagliera | a cremagliera |
| Sospensioni | anteriori: a ruote indipendenti, quadrilateri trasversali, barre di torsione, ammortizzatori idraulici, barra stabilizzatrice / posteriori: a ponte rigido De Dion, 2 parallelogrammi di Watt, molle elicoidali, ammortizzatori idraulici, barra stabilizzatrice | anteriori: a ruote indipendenti, quadrilateri trasversali, barre di torsione, ammortizzatori idraulici, barra stabilizzatrice / posteriori: a ponte rigido De Dion, 2 parallelogrammi di Watt, molle elicoidali, ammortizzatori idraulici, barra stabilizzatrice | anteriori: a ruote indipendenti, quadrilateri trasversali, barre di torsione, ammortizzatori idraulici, barra stabilizzatrice / posteriori: a ponte rigido De Dion, 2 parallelogrammi di Watt, molle elicoidali, ammortizzatori idraulici, barra stabilizzatrice | anteriori: a ruote indipendenti, quadrilateri trasversali, barre di torsione, ammortizzatori idraulici, barra stabilizzatrice / posteriori: a ponte rigido De Dion, 2 parallelogrammi di Watt, molle elicoidali, ammortizzatori idraulici, barra stabilizzatrice | anteriori: a ruote indipendenti, quadrilateri trasversali, barre di torsione, ammortizzatori idraulici, barra stabilizzatrice / posteriori: a ponte rigido De Dion, 2 parallelogrammi di Watt, molle elicoidali, ammortizzatori idraulici, barra stabilizzatrice |
| Freni | anteriori: a disco / posteriori: a disco | anteriori: a disco / posteriori: a disco | anteriori: a disco / posteriori: a disco | anteriori: a disco / posteriori: a disco | anteriori: a disco / posteriori: a disco |
| Pneumatici | 185/65 HR-14 / Cerchi: 14" | 185/65 HR-14 / Cerchi: 14" | 185/65 HR-14 / Cerchi: 14" | 185/65 HR-14 / Cerchi: 14" | 185/65 HR-14 / Cerchi: 14" |
| Prestazioni dichiarate | | | | | |
| Velocità: 195 km/h | Velocità: 195 km/h | Velocità: 195 km/h | Accelerazione: 0-100 km/h: 8,9 | Accelerazione: 0-100 km/h: 8,9 | Accelerazione: 0-100 km/h: 8,9 |
| Consumi | a 90 km/h, 6,9 litri/100 km; a 120 km/h, 9,5 litri/100 km; ciclo urbano (simulato) 12,5 litri/100 km; media ECE 9,5 litri/100 km | a 90 km/h, 6,9 litri/100 km; a 120 km/h, 9,5 litri/100 km; ciclo urbano (simulato) 12,5 litri/100 km; media ECE 9,5 litri/100 km | a 90 km/h, 6,9 litri/100 km; a 120 km/h, 9,5 litri/100 km; ciclo urbano (simulato) 12,5 litri/100 km; media ECE 9,5 litri/100 km | a 90 km/h, 6,9 litri/100 km; a 120 km/h, 9,5 litri/100 km; ciclo urbano (simulato) 12,5 litri/100 km; media ECE 9,5 litri/100 km | a 90 km/h, 6,9 litri/100 km; a 120 km/h, 9,5 litri/100 km; ciclo urbano (simulato) 12,5 litri/100 km; media ECE 9,5 litri/100 km |

| Configurazione | Configurazione | Configurazione | Configurazione | Configurazione | Configurazione |
| --- | --- | --- | --- | --- | --- |
| Carrozzeria: Berlina | Carrozzeria: Berlina | Posizione motore: anteriore | Posizione motore: anteriore | Trazione: posteriore | Trazione: posteriore |
| Dimensioni e pesi | | | | | |
| Ingombri (lungh.×largh.×alt. in mm): 4330 × 1630 × 1400 | Ingombri (lungh.×largh.×alt. in mm): 4330 × 1630 × 1400 | Ingombri (lungh.×largh.×alt. in mm): 4330 × 1630 × 1400 | Ingombri (lungh.×largh.×alt. in mm): 4330 × 1630 × 1400 | Diametro minimo sterzata: | Diametro minimo sterzata: |
| Interasse: 2510 mm | Interasse: 2510 mm | Carreggiate: anteriore 1368 - posteriore 1358 mm | Carreggiate: anteriore 1368 - posteriore 1358 mm | Altezza minima da terra: | Altezza minima da terra: |
| Posti totali: 5 | Posti totali: 5 | Bagagliaio: | Bagagliaio: | Serbatoio: 49 litri (riserva 8 litri) | Serbatoio: 49 litri (riserva 8 litri) |
| Masse | / in ordine di marcia: 1.190 kg / rimorchiabile: 1.300 kg | / in ordine di marcia: 1.190 kg / rimorchiabile: 1.300 kg | / in ordine di marcia: 1.190 kg / rimorchiabile: 1.300 kg | / in ordine di marcia: 1.190 kg / rimorchiabile: 1.300 kg | / in ordine di marcia: 1.190 kg / rimorchiabile: 1.300 kg |
| Meccanica | | | | | |
| Tipo motore: 4 cilindri in linea, basamento in ghisa, testata in lega leggera in 4 elementi. Raffreddamento: ad acqua, a circolazione forzata; 2 elettroventole; termostato. | Tipo motore: 4 cilindri in linea, basamento in ghisa, testata in lega leggera in 4 elementi. Raffreddamento: ad acqua, a circolazione forzata; 2 elettroventole; termostato.                                                                                     | Tipo motore: 4 cilindri in linea, basamento in ghisa, testata in lega leggera in 4 elementi. Raffreddamento: ad acqua, a circolazione forzata; 2 elettroventole; termostato.                                                                                     | Cilindrata: totale 1.995 cm³ cm³ | Cilindrata: totale 1.995 cm³ cm³ | Cilindrata: totale 1.995 cm³ cm³ |
| Distribuzione: 1 albero a camme laterale comandato da ingranaggi | Distribuzione: 1 albero a camme laterale comandato da ingranaggi | Distribuzione: 1 albero a camme laterale comandato da ingranaggi | Alimentazione: a iniezione indiretta con pompa rotativa; 1 turbocompressore e scambiatore di calore aria-aria | Alimentazione: a iniezione indiretta con pompa rotativa; 1 turbocompressore e scambiatore di calore aria-aria | Alimentazione: a iniezione indiretta con pompa rotativa; 1 turbocompressore e scambiatore di calore aria-aria |
| Prestazioni motore | Potenza: 95 CV a 4300 giri/min / Coppia: 19,6 kgm a 2400 giri/min | Potenza: 95 CV a 4300 giri/min / Coppia: 19,6 kgm a 2400 giri/min | Potenza: 95 CV a 4300 giri/min / Coppia: 19,6 kgm a 2400 giri/min | Potenza: 95 CV a 4300 giri/min / Coppia: 19,6 kgm a 2400 giri/min | Potenza: 95 CV a 4300 giri/min / Coppia: 19,6 kgm a 2400 giri/min |
| Accensione: a compressione, con variatore d'anticipo automatico | Accensione: a compressione, con variatore d'anticipo automatico | Accensione: a compressione, con variatore d'anticipo automatico | Impianto elettrico: Batteria: 12 V - 88 Ah. Candele: Champion N7YC | Impianto elettrico: Batteria: 12 V - 88 Ah. Candele: Champion N7YC | Impianto elettrico: Batteria: 12 V - 88 Ah. Candele: Champion N7YC |
| Frizione: monodisco a secco, con comando idraulico | Frizione: monodisco a secco, con comando idraulico | Frizione: monodisco a secco, con comando idraulico | Cambio: meccanico a 5 marce + RM | Cambio: meccanico a 5 marce + RM | Cambio: meccanico a 5 marce + RM |
| Telaio | | | | | |
| Corpo vettura | Scocca metallica autoportante | Scocca metallica autoportante | Scocca metallica autoportante | Scocca metallica autoportante | Scocca metallica autoportante |
| Sterzo | a cremagliera | a cremagliera | a cremagliera | a cremagliera | a cremagliera |
| Sospensioni | anteriori: a ruote indipendenti, quadrilateri trasversali, barre di torsione, ammortizzatori idraulici, barra stabilizzatrice / posteriori: a ponte rigido De Dion, 2 parallelogrammi di Watt, molle elicoidali, ammortizzatori idraulici, barra stabilizzatrice | anteriori: a ruote indipendenti, quadrilateri trasversali, barre di torsione, ammortizzatori idraulici, barra stabilizzatrice / posteriori: a ponte rigido De Dion, 2 parallelogrammi di Watt, molle elicoidali, ammortizzatori idraulici, barra stabilizzatrice | anteriori: a ruote indipendenti, quadrilateri trasversali, barre di torsione, ammortizzatori idraulici, barra stabilizzatrice / posteriori: a ponte rigido De Dion, 2 parallelogrammi di Watt, molle elicoidali, ammortizzatori idraulici, barra stabilizzatrice | anteriori: a ruote indipendenti, quadrilateri trasversali, barre di torsione, ammortizzatori idraulici, barra stabilizzatrice / posteriori: a ponte rigido De Dion, 2 parallelogrammi di Watt, molle elicoidali, ammortizzatori idraulici, barra stabilizzatrice | anteriori: a ruote indipendenti, quadrilateri trasversali, barre di torsione, ammortizzatori idraulici, barra stabilizzatrice / posteriori: a ponte rigido De Dion, 2 parallelogrammi di Watt, molle elicoidali, ammortizzatori idraulici, barra stabilizzatrice |
| Freni | anteriori: a disco / posteriori: a disco | anteriori: a disco / posteriori: a disco | anteriori: a disco / posteriori: a disco | anteriori: a disco / posteriori: a disco | anteriori: a disco / posteriori: a disco |
| Pneumatici | 185/70 TR-13 / Cerchi: 13" | 185/70 TR-13 / Cerchi: 13" | 185/70 TR-13 / Cerchi: 13" | 185/70 TR-13 / Cerchi: 13" | 185/70 TR-13 / Cerchi: 13" |
| Prestazioni dichiarate | | | | | |
| Velocità: 175 km/h | Velocità: 175 km/h | Velocità: 175 km/h | Accelerazione: 0-100 km/h: 12,4 | Accelerazione: 0-100 km/h: 12,4 | Accelerazione: 0-100 km/h: 12,4 |
| Consumi | a 90 km/h, 5,5 litri/100 km; a 120 km/h, 7,9 litri/100 km; ciclo urbano (simulato) 9,0 litri/100 km; media ECE 7,5 litri/100 km | a 90 km/h, 5,5 litri/100 km; a 120 km/h, 7,9 litri/100 km; ciclo urbano (simulato) 9,0 litri/100 km; media ECE 7,5 litri/100 km | a 90 km/h, 5,5 litri/100 km; a 120 km/h, 7,9 litri/100 km; ciclo urbano (simulato) 9,0 litri/100 km; media ECE 7,5 litri/100 km | a 90 km/h, 5,5 litri/100 km; a 120 km/h, 7,9 litri/100 km; ciclo urbano (simulato) 9,0 litri/100 km; media ECE 7,5 litri/100 km | a 90 km/h, 5,5 litri/100 km; a 120 km/h, 7,9 litri/100 km; ciclo urbano (simulato) 9,0 litri/100 km; media ECE 7,5 litri/100 km |

| | | | | | |
| Configurazione | | | | | |
| Carrozzeria: Berlina | Carrozzeria: Berlina | Posizione motore: anteriore | Posizione motore: anteriore | Trazione: posteriore | Trazione: posteriore |
| Dimensioni e pesi | | | | | |
| Ingombri (lungh.×largh.×alt. in mm): 4330 × 1660 × 1400 | Ingombri (lungh.×largh.×alt. in mm): 4330 × 1660 × 1400 | Ingombri (lungh.×largh.×alt. in mm): 4330 × 1660 × 1400 | Ingombri (lungh.×largh.×alt. in mm): 4330 × 1660 × 1400 | Diametro minimo sterzata: | Diametro minimo sterzata: |
| Interasse: 2510 mm | Interasse: 2510 mm | Carreggiate: anteriore 1396 - posteriore 1382 mm | Carreggiate: anteriore 1396 - posteriore 1382 mm | Altezza minima da terra: | Altezza minima da terra: |
| Posti totali: 5 | Posti totali: 5 | Bagagliaio: | Bagagliaio: | Serbatoio: 49 litri (riserva 8 litri) | Serbatoio: 49 litri (riserva 8 litri) |
| Masse | / in ordine di marcia: 1.120 kg / rimorchiabile: 1.200 kg | / in ordine di marcia: 1.120 kg / rimorchiabile: 1.200 kg | / in ordine di marcia: 1.120 kg / rimorchiabile: 1.200 kg | / in ordine di marcia: 1.120 kg / rimorchiabile: 1.200 kg | / in ordine di marcia: 1.120 kg / rimorchiabile: 1.200 kg |
| Meccanica | | | | | |
| Tipo motore: 4 cilindri in linea, basamento e testata in lega leggera. Raffreddamento: ad acqua, a circolazione forzata con ventola a innesto termostatico | Tipo motore: 4 cilindri in linea, basamento e testata in lega leggera. Raffreddamento: ad acqua, a circolazione forzata con ventola a innesto termostatico | Tipo motore: 4 cilindri in linea, basamento e testata in lega leggera. Raffreddamento: ad acqua, a circolazione forzata con ventola a innesto termostatico | Cilindrata: totale 1.962 cm³ cm³ | Cilindrata: totale 1.962 cm³ cm³ | Cilindrata: totale 1.962 cm³ cm³ |
| Distribuzione: 2 alberi a camme in testa comandati da catena                                                                                               | Distribuzione: 2 alberi a camme in testa comandati da catena | Distribuzione: 2 alberi a camme in testa comandati da catena | Alimentazione: a iniezione elettronica Bosch ME7 | Alimentazione: a iniezione elettronica Bosch ME7 | Alimentazione: a iniezione elettronica Bosch ME7 |
| Prestazioni motore | Potenza: 148 CV a 5800 giri/min / Coppia: 19 kgm a 4000 giri/min | Potenza: 148 CV a 5800 giri/min / Coppia: 19 kgm a 4000 giri/min | Potenza: 148 CV a 5800 giri/min / Coppia: 19 kgm a 4000 giri/min | Potenza: 148 CV a 5800 giri/min / Coppia: 19 kgm a 4000 giri/min | Potenza: 148 CV a 5800 giri/min / Coppia: 19 kgm a 4000 giri/min |
| Accensione: doppia elettronica digitale (come denota espressamente il nome Twin Spark, con doppia candela per cilindro e 2 spinterogeni)                   | Accensione: doppia elettronica digitale (come denota espressamente il nome Twin Spark, con doppia candela per cilindro e 2 spinterogeni) | Accensione: doppia elettronica digitale (come denota espressamente il nome Twin Spark, con doppia candela per cilindro e 2 spinterogeni) | Impianto elettrico: Batteria: 12 V - 55 Ah. Candele: Lodge 25 HL-D | Impianto elettrico: Batteria: 12 V - 55 Ah. Candele: Lodge 25 HL-D | Impianto elettrico: Batteria: 12 V - 55 Ah. Candele: Lodge 25 HL-D |
| Frizione: monodisco a secco, con comando idraulico | Frizione: monodisco a secco, con comando idraulico | Frizione: monodisco a secco, con comando idraulico | Cambio: meccanico a 5 marce + RM | Cambio: meccanico a 5 marce + RM | Cambio: meccanico a 5 marce + RM |
| Telaio | | | | | |
| Corpo vettura | Scocca metallica autoportante | Scocca metallica autoportante | Scocca metallica autoportante | Scocca metallica autoportante | Scocca metallica autoportante |
| Sterzo | a cremagliera | a cremagliera | a cremagliera | a cremagliera | a cremagliera |
| Sospensioni | anteriori: a ruote indipendenti, quadrilateri trasversali, barre di torsione, ammortizzatori idraulici, barra stabilizzatrice / posteriori: a ponte rigido De Dion, 2 parallelogrammi di Watt, molle elicoidali, ammortizzatori idraulici, barra stabilizzatrice | anteriori: a ruote indipendenti, quadrilateri trasversali, barre di torsione, ammortizzatori idraulici, barra stabilizzatrice / posteriori: a ponte rigido De Dion, 2 parallelogrammi di Watt, molle elicoidali, ammortizzatori idraulici, barra stabilizzatrice | anteriori: a ruote indipendenti, quadrilateri trasversali, barre di torsione, ammortizzatori idraulici, barra stabilizzatrice / posteriori: a ponte rigido De Dion, 2 parallelogrammi di Watt, molle elicoidali, ammortizzatori idraulici, barra stabilizzatrice | anteriori: a ruote indipendenti, quadrilateri trasversali, barre di torsione, ammortizzatori idraulici, barra stabilizzatrice / posteriori: a ponte rigido De Dion, 2 parallelogrammi di Watt, molle elicoidali, ammortizzatori idraulici, barra stabilizzatrice | anteriori: a ruote indipendenti, quadrilateri trasversali, barre di torsione, ammortizzatori idraulici, barra stabilizzatrice / posteriori: a ponte rigido De Dion, 2 parallelogrammi di Watt, molle elicoidali, ammortizzatori idraulici, barra stabilizzatrice |
| Freni | anteriori: a disco / posteriori: a disco | anteriori: a disco / posteriori: a disco | anteriori: a disco / posteriori: a disco | anteriori: a disco / posteriori: a disco | anteriori: a disco / posteriori: a disco |
| Pneumatici | 195/60 VR-14 / Cerchi: 14" | 195/60 VR-14 / Cerchi: 14" | 195/60 VR-14 / Cerchi: 14" | 195/60 VR-14 / Cerchi: 14" | 195/60 VR-14 / Cerchi: 14" |
| Prestazioni dichiarate | | | | | |
| Velocità: 205 km/h | Velocità: 205 km/h | Velocità: 205 km/h | Accelerazione: 0-100 km/h: 8,2 | Accelerazione: 0-100 km/h: 8,2 | Accelerazione: 0-100 km/h: 8,2 |
| Consumi | a 90 km/h, 6,0 litri/100 km; a 120 km/h, 8,4 litri/100 km; ciclo urbano (simulato) 9,9 litri/100 km; media ECE 8,1 litri/100 km | a 90 km/h, 6,0 litri/100 km; a 120 km/h, 8,4 litri/100 km; ciclo urbano (simulato) 9,9 litri/100 km; media ECE 8,1 litri/100 km | a 90 km/h, 6,0 litri/100 km; a 120 km/h, 8,4 litri/100 km; ciclo urbano (simulato) 9,9 litri/100 km; media ECE 8,1 litri/100 km | a 90 km/h, 6,0 litri/100 km; a 120 km/h, 8,4 litri/100 km; ciclo urbano (simulato) 9,9 litri/100 km; media ECE 8,1 litri/100 km | a 90 km/h, 6,0 litri/100 km; a 120 km/h, 8,4 litri/100 km; ciclo urbano (simulato) 9,9 litri/100 km; media ECE 8,1 litri/100 km |

| Configurazione | Configurazione | Configurazione | Configurazione | Configurazione | Configurazione |
| --- | --- | --- | --- | --- | --- |
| Carrozzeria: Berlina | Carrozzeria: Berlina | Posizione motore: anteriore | Posizione motore: anteriore | Trazione: posteriore | Trazione: posteriore |
| Dimensioni e pesi | | | | | |
| Ingombri (lungh.×largh.×alt. in mm): 4420 × 1660 × 1350 | Ingombri (lungh.×largh.×alt. in mm): 4420 × 1660 × 1350 | Ingombri (lungh.×largh.×alt. in mm): 4420 × 1660 × 1350 | Ingombri (lungh.×largh.×alt. in mm): 4420 × 1660 × 1350 | Diametro minimo sterzata: | Diametro minimo sterzata: |
| Interasse: 2510 mm | Interasse: 2510 mm | Carreggiate: anteriore 1396 - posteriore 1382 mm | Carreggiate: anteriore 1396 - posteriore 1382 mm | Altezza minima da terra: | Altezza minima da terra: |
| Posti totali: 5 | Posti totali: 5 | Bagagliaio: | Bagagliaio: | Serbatoio: 68 litri (riserva 8 litri) | Serbatoio: 68 litri (riserva 8 litri) |
| Masse | / in ordine di marcia: 1.250 kg / rimorchiabile: 1.300 kg | / in ordine di marcia: 1.250 kg / rimorchiabile: 1.300 kg | / in ordine di marcia: 1.250 kg / rimorchiabile: 1.300 kg | / in ordine di marcia: 1.250 kg / rimorchiabile: 1.300 kg | / in ordine di marcia: 1.250 kg / rimorchiabile: 1.300 kg |
| Meccanica | | | | | |
| Tipo motore: 6 cilindri a V di 60°, basamento e testata in lega leggera. Raffreddamento: ad acqua, a circolazione forzata con ventola elettrica a innesto termostatico | Tipo motore: 6 cilindri a V di 60°, basamento e testata in lega leggera. Raffreddamento: ad acqua, a circolazione forzata con ventola elettrica a innesto termostatico                                                                                           | Tipo motore: 6 cilindri a V di 60°, basamento e testata in lega leggera. Raffreddamento: ad acqua, a circolazione forzata con ventola elettrica a innesto termostatico                                                                                           | Cilindrata: totale 2.959 cm³ cm³ | Cilindrata: totale 2.959 cm³ cm³ | Cilindrata: totale 2.959 cm³ cm³ |
| Distribuzione: 2 alberi a camme in testa comandati da cinghia dentata                                                                                                  | Distribuzione: 2 alberi a camme in testa comandati da cinghia dentata | Distribuzione: 2 alberi a camme in testa comandati da cinghia dentata | Alimentazione: a iniezione elettronica Bosch L-Jetronic | Alimentazione: a iniezione elettronica Bosch L-Jetronic | Alimentazione: a iniezione elettronica Bosch L-Jetronic |
| Prestazioni motore | Potenza: 185 CV (188 CV non catalizzata) a 5800 giri/min / Coppia: 25 kgm a 4000 giri/min | Potenza: 185 CV (188 CV non catalizzata) a 5800 giri/min / Coppia: 25 kgm a 4000 giri/min | Potenza: 185 CV (188 CV non catalizzata) a 5800 giri/min / Coppia: 25 kgm a 4000 giri/min | Potenza: 185 CV (188 CV non catalizzata) a 5800 giri/min / Coppia: 25 kgm a 4000 giri/min | Potenza: 185 CV (188 CV non catalizzata) a 5800 giri/min / Coppia: 25 kgm a 4000 giri/min |
| Accensione: elettronica breakerless, con anticipo centrifugo e a depressione; limitatore di giri                                                                       | Accensione: elettronica breakerless, con anticipo centrifugo e a depressione; limitatore di giri | Accensione: elettronica breakerless, con anticipo centrifugo e a depressione; limitatore di giri | Impianto elettrico: Batteria: 12 V - 60 Ah. Candele: Champion N4C | Impianto elettrico: Batteria: 12 V - 60 Ah. Candele: Champion N4C | Impianto elettrico: Batteria: 12 V - 60 Ah. Candele: Champion N4C |
| Frizione: monodisco a secco, con comando idraulico | Frizione: monodisco a secco, con comando idraulico | Frizione: monodisco a secco, con comando idraulico | Cambio: meccanico a 5 marce + RM | Cambio: meccanico a 5 marce + RM | Cambio: meccanico a 5 marce + RM |
| Telaio | | | | | |
| Corpo vettura | Scocca metallica autoportante | Scocca metallica autoportante | Scocca metallica autoportante | Scocca metallica autoportante | Scocca metallica autoportante |
| Sterzo | a cremagliera | a cremagliera | a cremagliera | a cremagliera | a cremagliera |
| Sospensioni | anteriori: a ruote indipendenti, quadrilateri trasversali, barre di torsione, ammortizzatori idraulici, barra stabilizzatrice / posteriori: a ponte rigido De Dion, 2 parallelogrammi di Watt, molle elicoidali, ammortizzatori idraulici, barra stabilizzatrice | anteriori: a ruote indipendenti, quadrilateri trasversali, barre di torsione, ammortizzatori idraulici, barra stabilizzatrice / posteriori: a ponte rigido De Dion, 2 parallelogrammi di Watt, molle elicoidali, ammortizzatori idraulici, barra stabilizzatrice | anteriori: a ruote indipendenti, quadrilateri trasversali, barre di torsione, ammortizzatori idraulici, barra stabilizzatrice / posteriori: a ponte rigido De Dion, 2 parallelogrammi di Watt, molle elicoidali, ammortizzatori idraulici, barra stabilizzatrice | anteriori: a ruote indipendenti, quadrilateri trasversali, barre di torsione, ammortizzatori idraulici, barra stabilizzatrice / posteriori: a ponte rigido De Dion, 2 parallelogrammi di Watt, molle elicoidali, ammortizzatori idraulici, barra stabilizzatrice | anteriori: a ruote indipendenti, quadrilateri trasversali, barre di torsione, ammortizzatori idraulici, barra stabilizzatrice / posteriori: a ponte rigido De Dion, 2 parallelogrammi di Watt, molle elicoidali, ammortizzatori idraulici, barra stabilizzatrice |
| Freni | anteriori: a disco / posteriori: a disco | anteriori: a disco / posteriori: a disco | anteriori: a disco / posteriori: a disco | anteriori: a disco / posteriori: a disco | anteriori: a disco / posteriori: a disco |
| Pneumatici | 195/60 VR-14 / Cerchi: 14" | 195/60 VR-14 / Cerchi: 14" | 195/60 VR-14 / Cerchi: 14" | 195/60 VR-14 / Cerchi: 14" | 195/60 VR-14 / Cerchi: 14" |
| Prestazioni dichiarate | | | | | |
| Velocità: 220 km/h | Velocità: 220 km/h | Velocità: 220 km/h | Accelerazione: 0-100 km/h: 7,3 | Accelerazione: 0-100 km/h: 7,3 | Accelerazione: 0-100 km/h: 7,3 |
| Consumi | a 90 km/h, 7,4 litri/100 km; a 120 km/h, 9,2 litri/100 km; ciclo urbano (simulato) 12,9 litri/100 km; media ECE 9,8 litri/100 km | a 90 km/h, 7,4 litri/100 km; a 120 km/h, 9,2 litri/100 km; ciclo urbano (simulato) 12,9 litri/100 km; media ECE 9,8 litri/100 km | a 90 km/h, 7,4 litri/100 km; a 120 km/h, 9,2 litri/100 km; ciclo urbano (simulato) 12,9 litri/100 km; media ECE 9,8 litri/100 km | a 90 km/h, 7,4 litri/100 km; a 120 km/h, 9,2 litri/100 km; ciclo urbano (simulato) 12,9 litri/100 km; media ECE 9,8 litri/100 km | a 90 km/h, 7,4 litri/100 km; a 120 km/h, 9,2 litri/100 km; ciclo urbano (simulato) 12,9 litri/100 km; media ECE 9,8 litri/100 km |

## Seconda serie (1988-1993)

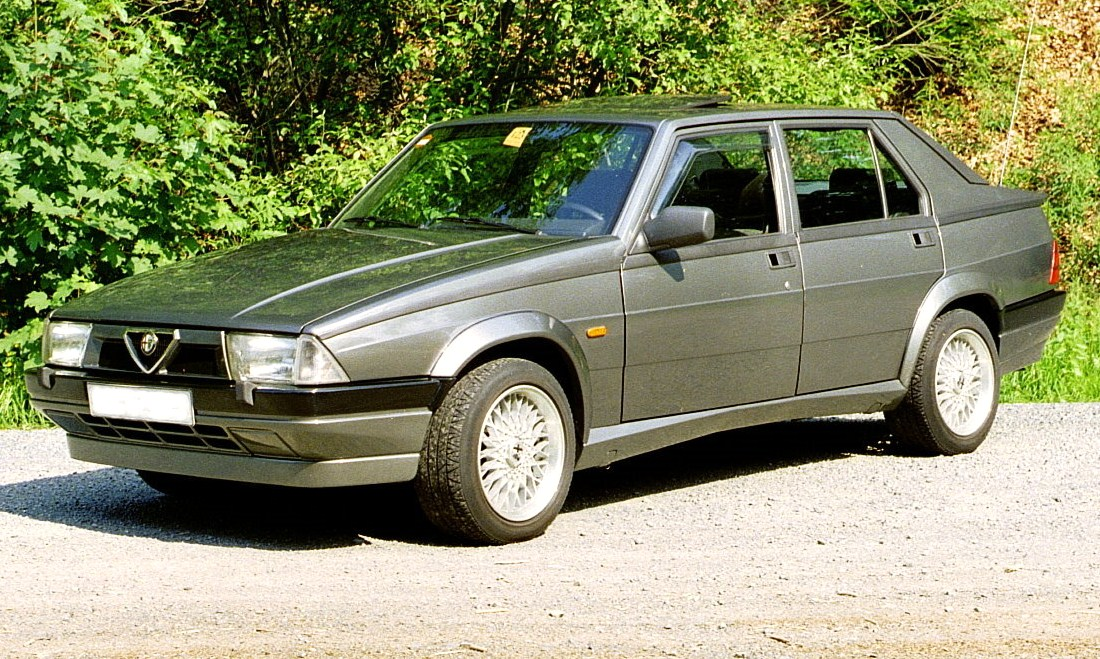
Alfa 75 seconda serie

A metà ottobre 1988 la 75 subisce un restyling estetico: esteticamente la calandra perde i listelli orizzontali, soppiantati da due prese d'aria a nido d'ape più grandi, mentre i gruppi ottici posteriori diventano completamente rossi, si decide di mantenere la grafica delle placche identificative posteriori introdotta qualche mese prima, e tutte le versioni ora ricevono il cofano motore in rilievo (prima elemento distintivo delle versioni più potenti). L'interno delle versioni "1.6", "1.8" e "2.0 TD" ha ora nuovi sedili in velluto; anche la grafica migliorata e più leggibile del quadro strumenti (bianca su sfondo nero, con illuminazione verde) - già testata sugli esemplari della metà del 1987 - viene mantenuta. La vera novità sta nella meccanica: una nuova versione del 1.8 alimentato ad iniezione elettronica Bosch Motronic e variatore di fase equipaggia la "1.8 IE"; l'affiancamento, nei listini alla "1.8 a carburatori" (che in breve tempo scompare) serve solo a smaltire le rimanenze della serie 1987. La potenza del bialbero 1779 cm³ è invariata, ma l'iniezione elettronica ed il variatore di fase, le conferiscono notevole regolarità di funzionamento e contenimento dei consumi. Sarà una vettura molto apprezzata dalla clientela. All'esterno si caratterizza per l'adozione del piccolo alettone sul baule e per i deflettori aerodinamici sui finestrini. Come successo 6 anni prima con l'Alfetta, un motore di cubatura maggiore affianca la "2.0 TD"; si tratta del 4 cilindri 2393 cm³ da 112 CV (sempre prodotto dalla VM Motori). La notevole coppia motrice sviluppata dal propulsore induce l'Alfa Romeo all'adozione di una frizione bi-disco. La "2.4 TD" offre gli allestimenti esterni ed interni della versione "Twin Spark".

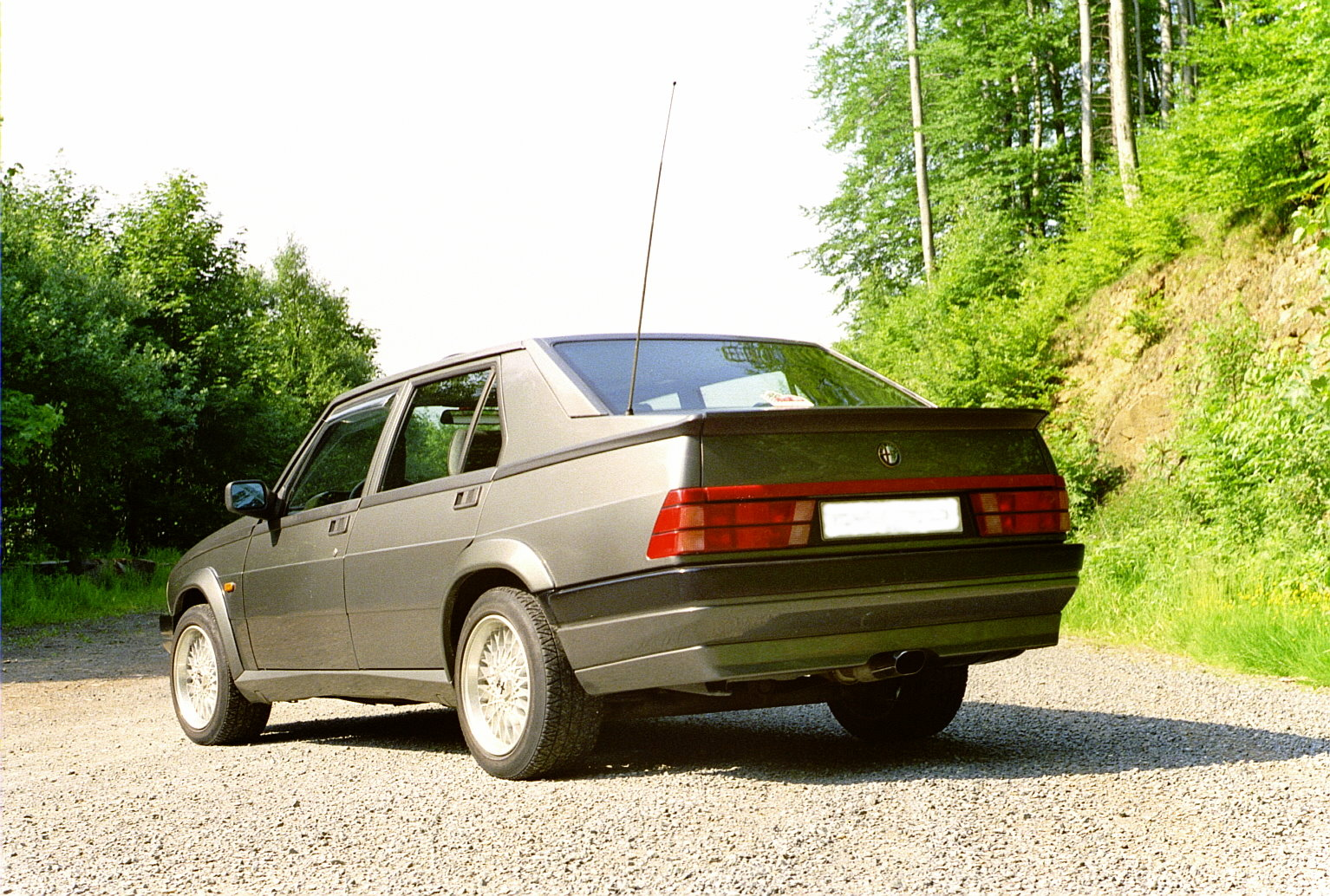
Alfa 75 seconda serie, vista posteriore

Nel settembre 1989 cambia il posizionamento delle scritte posteriori, e vengono operate ulteriori migliorie nella disposizione dei comandi secondari sul quadro strumenti.
Meccanicamente, anche la versione "1.6" viene dotata del sistema di iniezione elettronica Bosch Motronic e variatore di fase.
Nella primavera del 1990 vengono presentate l'Alfa 75 "Turbo Quadrifoglio Verde" da 165 CV e la 75 "3.0 V6 Quadrifoglio Verde" potenziata da 192 CV, caratterizzate da nuovi interni in velluto spigato. La versione "Quadrifoglio Verde" è l'unica della serie "Turbo" ad avere il servosterzo di serie, prima non presente nemmeno opzionale. Sono disponibili a richiesta le versioni catalizzate "2.0 Twin Spark Europa" e "3.0 V6 Europa".
La gamma 1990 comprendeva:
- Alfa 75 1.6
- Alfa 75 1.6 i.e.
- Alfa 75 1.8 i.e.
- Alfa 75 2.0i Twin Spark
- Alfa 75 Europa 2.0i Twin Spark cat Europa
- Alfa 75 1.8i Turbo Quadrifoglio Verde
- Alfa 75 3.0i V6 Quadrifoglio Verde
- Alfa 75 3.0i cat V6 Quadrifoglio Verde Europa
- Alfa 75 2.0 Turbodiesel
- Alfa 75 2.4 Turbodiesel

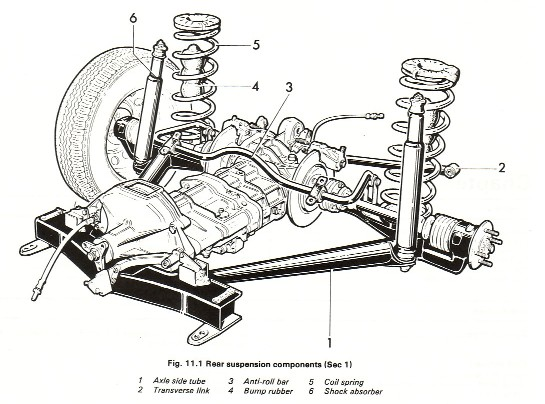
Disegno dello schema "Alfa Transaxle" presente sulla Alfa 75; notare la presenza dei freni entrobordo che imitando lo schema inaugurato sulla Lancia Aurelia sono posizionati direttamente all'esterno del differenziale e sono montati direttamente sui semiassi, anziché essere montati sul mozzo della ruota.

Nel giugno 1991, alla fine della produzione ufficiale, l'Alfa Romeo mise in vendita una versione speciale in numero limitato (rispettivamente 3500 della "2.0i Twin Spark" e 1000 della "1.8 Turbo") denominato A.S.N. (Allestimento Sportivo Numerato) con sedili Recaro, volante e pomello del cambio in pelle, specchietti in tinta, cerchi in lega speciali, colori grigio chiaro, rosso Alfa, bianco, nero e nero metallizzato e targhetta d'argento del numero della serie speciale sulla plancia. L'allestimento ASN, venne ridenominato per alcuni paesi esteri "75 Limited Edition".
Contemporaneamente alle versioni ASN, nello stesso periodo (05-91) l'Alfa Romeo allestì su base 75 1.8 IE la versione speciale denominata "75 INDY" che per alcuni mercati esteri venne ribattezzata "75 LE MANS", allestimento che prevedeva: paraurti in tinta con la carrozzeria e sormontati da una fascia antracite, cerchi in lega specifici di nuovo disegno, servosterzo, retrovisori esterni in tinta con la carrozzeria e tappezzeria interna tipo 75 Twin Spark. Tre erano i colori disponibili: Rosso Alfa, Grigio medio metallizzato o Nero metallizzato.
All'inizio del 1992, col debutto della nuova 155, la gamma dell'Alfa 75 venne ridotta alle sole versioni "1.6 cat Europa" e "2.0 TD", unificate nell'allestimento sia esterno che interno (paraurti e specchi retrovisori in tinta, e spoiler posteriore ed interni uguali alla "Twin Spark"). Restò a listino fino ai primi mesi del 1993.
È da segnalare però che in alcuni mercati la commercializzazione dell'Alfa 75 "1.6" in versione catalizzata continuò fino al 1994 in quanto la clientela continuava ad apprezzare questo modello piuttosto che la Alfa 155: questo perché la nuova berlina era realizzata sul pianale Fiat "passo 254" delle Tipo/Tempra e Lancia Dedra, utilizzato anche per la 145 e la 146, adottando la trazione anteriore e le sospensioni MacPherson.
L'Alfa 75 fu l'ultima Alfa Romeo di grande serie ad avere motore longitudinale, trazione posteriore, schema transaxle con frizione e cambio al retrotreno, freni entrobordo, sospensioni a quadrilateri all'anteriore e a ponte De Dion al posteriore, cioè lo schema meccanico nato vent'anni prima con l'Alfetta.

## Motorizzazioni
| Modello                                    | Motore              | Cilindrata cm³ | Potenza@giri/min       | Coppia massima@giri/min | 0-100 km/h s | Velocità max. (km/h) |
| 1.6 (1985-1990)                            | 4 cilindri in linea | 1.570          | 81kW (110 CV) @5.800   | 14,9 kgm@4.000          | 10,6         | 180                  |
| 1.6 IE (1989-1992)                         | 4 cilindri in linea | 1.570          | 79 kW (107 CV) @6.000  | 14 kgm@4.000            | 11,3         | 180                  |
| 1.6 IE Cat. (1990-1993)                    | 4 cilindri in linea | 1.570          | 77 kW (105 CV) @6.000  | 13,3 kgm@3.800          | 11,3         | 180                  |
| 1.8 (1985-1988)                            | 4 cilindri in linea | 1.779          | 88 kW (120 CV) @5.300  | 17 kgm @4.000           | 9,5          | 190                  |
| 1.8 IE/Indy (1988-1991)                    | 4 cilindri in linea | 1.779          | 88 kW (120 CV) @5.800  | 16 kgm @4.000           | 10,4         | 190                  |
| 1.8 IE Cat. (1990-1991)                    | 4 cilindri in linea | 1.779          | 87 kW (118 CV) @5.800  | 15,5 kgm @5.000         | 11,4         | 190                  |
| 1.8 Turbo (1986-1990)                      | 4 cilindri in linea | 1.779          | 114 kW (155 CV) @5.800 | 23 kgm @2.600           | 7,6          | 210                  |
| 1.8 Turbo Evoluzione (1987-1991)           | 4 cilindri in linea | 1.762          | 114 kW (155 CV) @6.300 | 23 kgm @2.600           | 7,6          | 215                  |
| 2.0 (1985-1987)                            | 4 cilindri in linea | 1.962          | 94 kW (128 CV) @5.400  | 18,3 kgm @4.000         | 8,9          | 195                  |
| 2.0 Twin Spark (1987-1992)                 | 4 cilindri in linea | 1.962          | 109 kW (148 CV) @5.800 | 19 kgm @4.000           | 8,2          | 205                  |
| 2.0 Twin Spark Cat. (1990-1992)            | 4 cilindri in linea | 1.962          | 107 kW (145 CV) @5.500 | 17,7 kgm @3.000         | 8,7          | 204                  |
| 2.5 V6 Quadrifoglio Oro/Milano (1985-1987) | 6 cilindri a V      | 2.492          | 115 kW (156 CV) @5.600 | 21,3 kgm @4.000         | 8,2          | 210                  |
| 3.0 V6 America Cat. (1987-1989)            | 6 cilindri a V      | 2.959          | 138 kW (188 CV) @5.800 | 25 kgm @4.000           | 7,3          | 220                  |
| 3.0 V6 Q.V. Cat. (1990-1992)               | 6 cilindri a V      | 2.959          | 141 kW (192 CV) @6.000 | 25,3 kgm @4.500         | 7,5          | 222                  |
| 2.0 TD (1985-1992)                         | 4 cilindri in linea | 1.995          | 70 kW (95 CV) @4.300   | 19,6 kgm @2.300         | 12,4         | 175                  |
| 2.4 TD (1989-1992)                         | 4 cilindri in linea | 2.393          | 81 kW (110 CV) @4.200  | 24 kgm @2.400           | 11,7         | 185                  |

## Produzione
| Modello              | Esemplari Prodotti |
| -------------------- | ------------------ |
| 1.6                  | 99.522             |
| 1.6 IE               | 27.989             |
| 1.8                  | 45.138             |
| 1.8 IE               | 48.270             |
| 1.8 Turbo/Q.V.       | 6.536              |
| 2.0                  | 18.971             |
| 2.0 Twin Spark       | 57.084             |
| 2.5 6v Q.O./Milano   | 12.611             |
| 3.0 V6/America/Q.V./ | 6.753              |
| 2.0 TD               | 46.273             |
| 2.4 TD               | 6.110              |
| TOTALE               | 375.257            |

## Attività sportiva

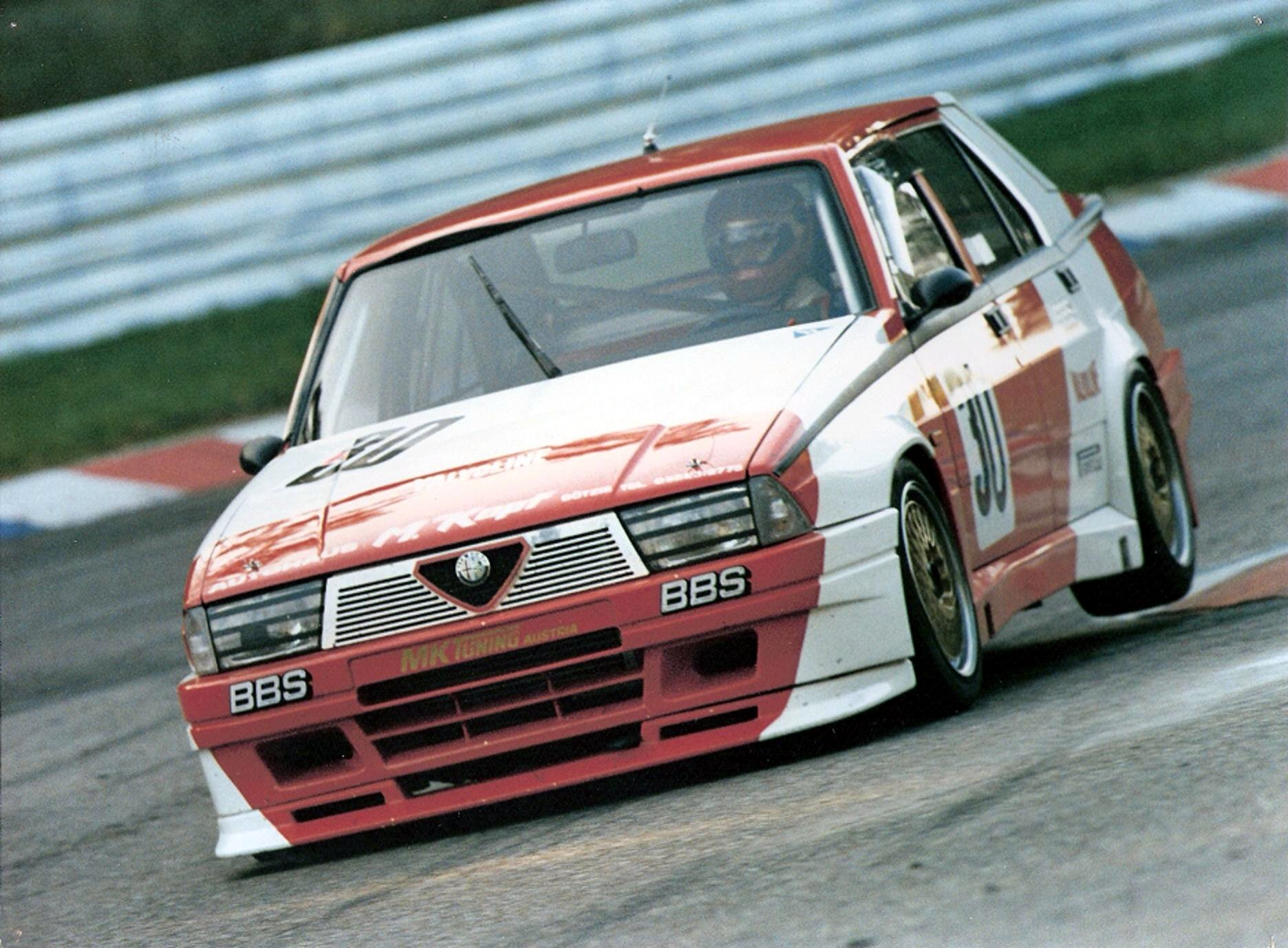
Michael Kopf
su Alfa 75 Turbo al Nürburgring nel 1986

Nel 1987 viene sviluppata la 1.8 turbo destinata alle competizioni; venne prodotta in tre versioni distinte:
- versione Gruppo N
- versione Gruppo A3
- versione Gruppo A1

La versione Gruppo N si distingue dalla sua genitrice Quadrifoglio Verde da una maggiore pressione di sovralimentazione del turbo, che portata a 1.4 Bar le permette di sviluppare 204 CV a 6000 giri\min. Il peso della vettura passa da 1240 a 1060 kg grazie all'eliminazione del sedile posteriore e dei materiali anti-rombo.
La versione gruppo A3 è decisamente diversa dalla sua progenitrice, infatti il motore viene modificato nell'alesaggio e corsa, nel rapporto di compressione, nel sistema di iniezione Bosch, nella pressione di sovralimentazione turbina portata a 1.5 Bar, nella posizione dell'intercooler sopra il motore. la modifica ancor più importante è il nuovo cambio: a innesti frontali con frizione bi-disco sinterizzata a secco. Il motore eroga circa 280 CV a 6000 giri\min.
La versione Gruppo A1 è la più performante e gareggiava nella categoria A1 del campionato IMSA (International Motor Sports Association). Differiva dalla versione A3 per una maggiore rigidità del telaio, per un peso ridotto a 976 kg e per la pressione di sovralimentazione turbina portata a 2.0 Bar che le permette di erogare e in certi casi superare i 400 CV a 6000 giri/min. Tocca i 300 km/h e accelera da 0-100 km/h in 4,87 secondi.

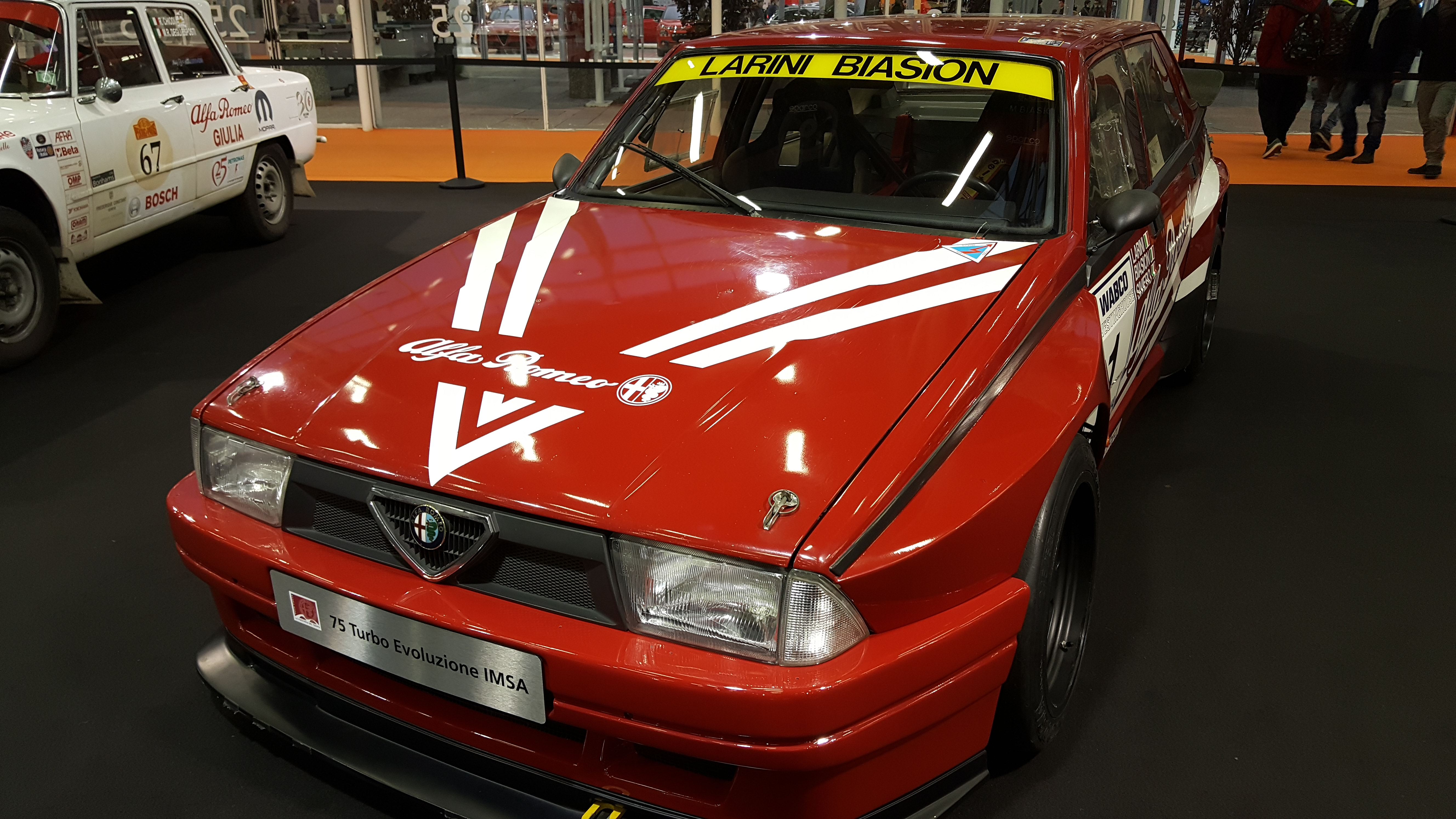
Alfa Romeo 75 Turbo Evoluzione IMSA

Nelle gare Gran Turismo, l'Alfa Romeo 75 riuscì a vincere nel 1988 e nel 1989 il Giro automobilistico d'Italia, competizione automobilistica che l'Alfa Romeo non vinceva dal 1954, mentre nelle gare della Super Turismo l'Alfa Romeo 75 riuscì a vincere il Campionato Europeo Turismo affiancando l'Alfetta GT, ma non riuscì a vincere il Campionato Mondiale Turismo del 1987, ma riuscì a vincere svariati campionati nazionali turismo, tra cui il Campionato Italiano Turismo nel 1988, mentre le vittorie nel Campionato Spagnolo Turismo le vittorie arrivarono nel 1988 e nel 1991. Nei rallies invece la 75 non ebbe l'appoggio della casa madre ma venne affidata a dei piloti privati che la usarono nei campionati nazionali rallies in vari paesi del mondo ed in questa categoria motoristica, la 75 non vinse campionati assoluti, ma ottenne buoni piazzamenti in gare singole.

## Versioni speciali

### Alfa 75 Wagon e Turbowagon
Nel 1986 Rayton Fissore realizza come prototipo l'Alfa 75 Wagon con carrozzeria familiare; di questa piccola produzione, se ne conosce una di colore grigio metallizzato, motorizzata 2000 bialbero a carburatori, una di colore grigio verde motorizzata 2500 V6 (allestimento Quadrifoglio verde), una in Rosso Alfa motorizzata 1800 Bialbero Turbo (detta Turbowagon), una grigia metallizzata motorizzata 2000 (ma probabilmente anche 2400) Turbodiesel VM; Comunque, stando ad alcune indiscrezioni di allora, in tutto sarebbero sette gli esemplari costruiti.

## L'Alfa 75 e le forze dell'ordine

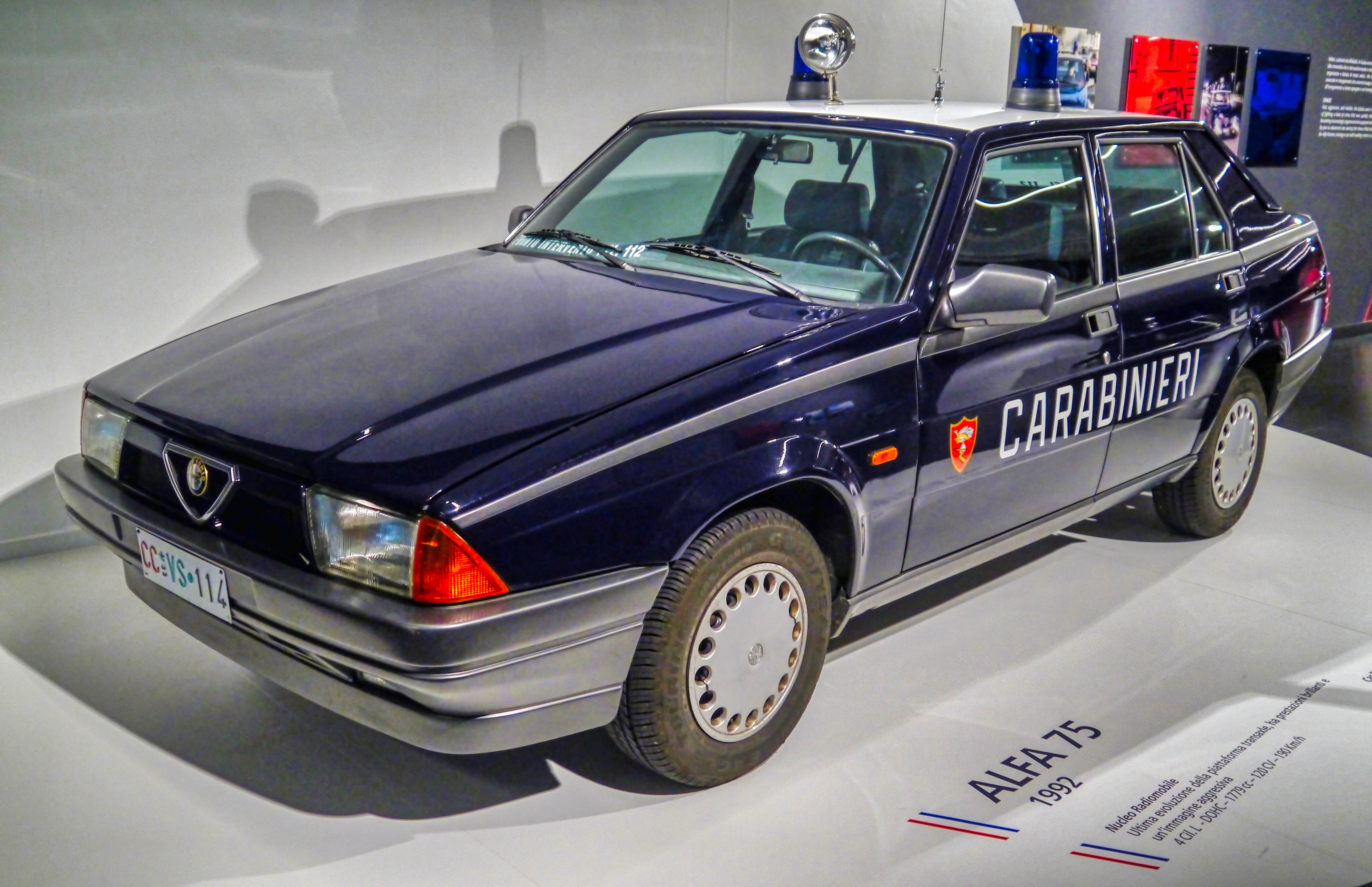
Alfa 75 del 1992 dei Carabinieri

L'Alfa 75 è stata largamente utilizzata dalle forze dell'ordine e dalle forze armate, italiane e straniere, dalla seconda metà degli anni ottanta al termine degli anni novanta.
L'Arma dei Carabinieri - soprattutto nella motorizzazione 1800 ad iniezione - l'ha usata come vettura di punta nei servizi di pattugliamento del Nucleo Radiomobile dalla fine degli anni '80 e per tutti gli anni '90 in un cospicuo numero di esemplari (con la loro graduale sostituzione con vetture più recenti nel corso degli anni '90).
La Guardia di Finanza l'ha impiegata massicciamente soprattutto come vettura di controllo del territorio e anticontrabbando, prima nella versione 1.8 e 2.0 a carburatori, poi, dal 1987, esclusivamente in versione 2.0 Twin Spark. Successivamente è stata impiegata anche nel servizio "117". Il Corpo della Guardia di Finanza è stato l'unico ad avere in dotazione la versione  "2.0 Twin Spark" in versione polizia (cioè con le scritte Guardia di Finanza, lampeggianti ecc.). Svariate sono state le Alfa 75 di servizio acquistate con colori e dotazioni civili, le cosiddette "autocivetta".
La Polizia di Stato l'ha impiegata - acquistandone non molti esemplari, a partire dal 1987 circa, e con ulteriori commesse da parte del Ministero dell'interno per gli anni successivi, fino al 1992 - come auto di punta nel servizio di pattugliamento della Polizia stradale. Le versioni sono quasi esclusivamente quelle con motorizzazione già ad iniezione da 1800 cm³; alcuni esemplari della prima serie, versione 1987, furono destinati dall'Alfa Romeo ad essere consegnati alla Polizia, ed inseriti già nelle prime commesse. La 75 fu penalizzata dal fatto che, in quegli anni, la polizia aveva già acquisito numerose Alfa 33, al punto da non richiedere ulteriori consistenti acquisti. Relativamente numerose furono invece le vetture 1.8 a iniezione acquistate e di proprietà delle società di gestione delle autostrade che, seppure con colori e targhe civili, venivano temporaneamente ridipinte in livrea, targate polizia, ed impiegate dalla polizia stradale in servizio sulle arterie autostradali, grazie ad una serie di accordi fra le società ed il Ministero dell'Interno. La Squadra Volante - che all'epoca utilizzava invece quasi esclusivamente l'Alfa 33 - impiegò in sostituzione alcuni esemplari di 75 (prevalentemente le prime 1800 carburatori del modello 1987, prese in prestito alla Polstrada) come pantera.
Sempre nella motorizzazione 1.8 è stata impiegata anche dalla Polizia Penitenziaria, da vari corpi di Polizia locale e infine da alcuni comandi dei Vigili del Fuoco.
Oramai completamente dismessa ed alienati gli esemplari, è possibile vederne alcuni presso i musei dei rispettivi enti. Il Museo delle auto della Polizia di Stato, per esempio, espone un'Alfa 75 Polizia Stradale II serie.